# Moldova

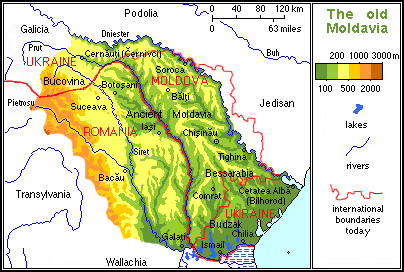
Repartiția actuală a teritoriului moldovenesc

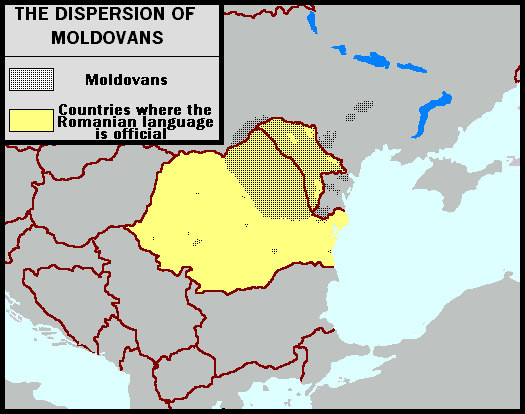
Dispersia moldovenilor în teritoriile din România, Republica Moldova și Ucraina

Moldova (în engleză Moldavia, în germană Moldau, în franceză Moldavie, în rusă Молдавия, Молдова, în turcă Boğdan, în poloneză Mołdawia) este o regiune istorică și geografică a Europei, delimitată la vest de către Carpații Orientali și la est de către râul Nistru și care corespunde vechiului Principat al Moldovei. În prezent, arealul este împărțit între România, Republica Moldova și Ucraina. Suprafața cumulată a tuturor acestor teritorii ce alcătuiesc Moldova istorică este de 94.862 km², dintre care 35.806 km² în România (cele 8 județe ale Moldovei Occidentale cuprinzând Bucovina de Sud), 29.680 km² în Republica Moldova (partea din dreapta Nistrului cunoscută și ca Basarabia) și 21.297 km² în Ucraina (regiunea Cernăuți cuprinzând Bucovina de Nord, ținutul Herței și ținutul Hotinului, și cele 9 raioane din Bugeac). În sensul acelor de ceasornic, Moldova se învecinează la vest cu Transilvania și Maramureșul, la nord-vest cu Galiția, la nord și nord-est cu Podolia, la est cu Edisanul, la sud-est cu Marea Neagră, iar la sud cu Dobrogea și Muntenia.
Actualmente sensul termenului este echivoc, noțiunea fiind folosită pentru a desemna fie numai teritoriul aparținând României, fie numai pe cel al Republicii Moldova, fie întregul spațiu istoric și geografic omonim, descris în acest articol. Istoric vorbind, termenul a fost folosit pentru a desemna mai multe entități politice și administrative.
Populația arealului moldovenesc este formată, majoritar, de către etnici români numiți moldoveni, amestecați, în proporții variabile în nord, est și sud-est (în afara frontierelor actuale ale României), în principal cu populații de origine slavă.

## Moldova (semantică)
În decursul istoriei, până la formarea statului român, termenul de „Moldova” s-a folosit pentru a desemna:
- în sens istoric, politic și de drept internațional:
  - „Marca” sau „căpitănia” Moldovei în prima parte a secolul XIV (structură militară dependentă de Regatul Ungariei, în actuala Bucovină și împrejurimi);
  - Principatul Moldovei (din întinderea sa inițială și maximală în perioada 1359–1484, până la întinderea minimală din anii 1812–1859);
  - Republica Democratică Moldovenească (1917);
  - Moldova sovietică, mai precis:
    - Republica Autonomă Socialistă Sovietică Moldovenească (1924–1940 constituită în cadrul Ucrainei sovietice;
    - Republica Socialistă Sovietică Moldovenească (1940–1941, 1944–1991), membră unională a URSS;

  - Republica Moldova.
- în sens geografic neoficial:
  - Teritoriul maximal al Principatului Moldovei dintre Carpații Orientali, Ceremuș, Nistru, Marea Neagră, Dunăre, Siret și Milcov;
  - Teritoriul minimal al Principatului Moldovei dintre Carpații Orientali și Prut, intrat în 1859 în cadrul României, inclus actual în Moldova Occidentală.

Spre sfârșitul secolului XIX și începutul secolului XX, termeni precum Moldova Occidentală (sau de Vest) și Moldova Orientală (sau de Est) au început să fie folosiți pentru a descrie arealele geografice din Moldova separate de râul Prut.  Actualmente Moldova Occidentală (sau Moldova de Vest) nu trebuie confundată cu Regiunea de dezvoltare Nord-Est.

## Aspecte geografice și istorice

### Vecinătate
Regiunile istorice învecinate sunt:
- în nord-vest: Galiția (cu teritoriul actualmente inclus regiunilor administrative ucrainene Ivano-Frankivsk și Ternopil);
- în nord-est: Podolia (cu teritoriul actualmente inclus regiunilor administrative ucrainene Hmelnițki și Vinița);
- în est : Edisanul (cu teritoriul actualmente inclus regiunii administrative ucraineană Odesa);
- în sud-est: Marea Neagră (ape teritoriale ale Ucrainei);
- în sud: Dobrogea și Muntenia;
- în vest: Transilvania și Maramureșul.

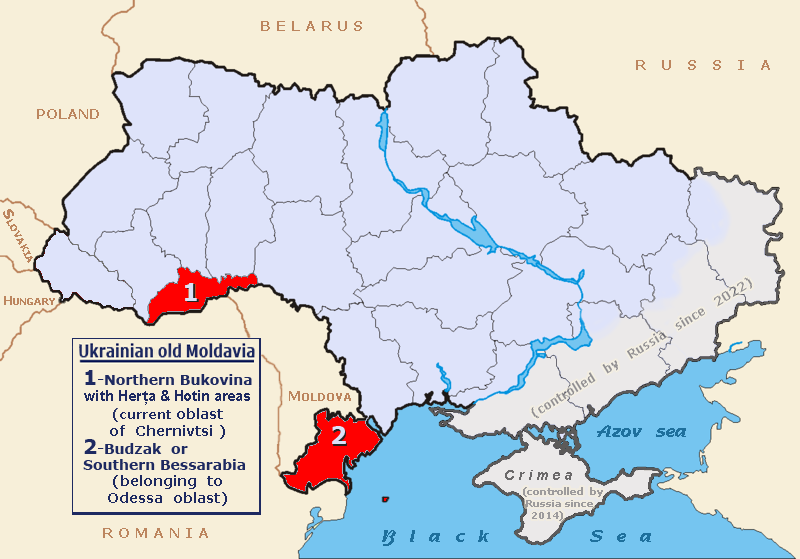
Localizarea regiunilor moldovenești din spațiul actual ucrainean
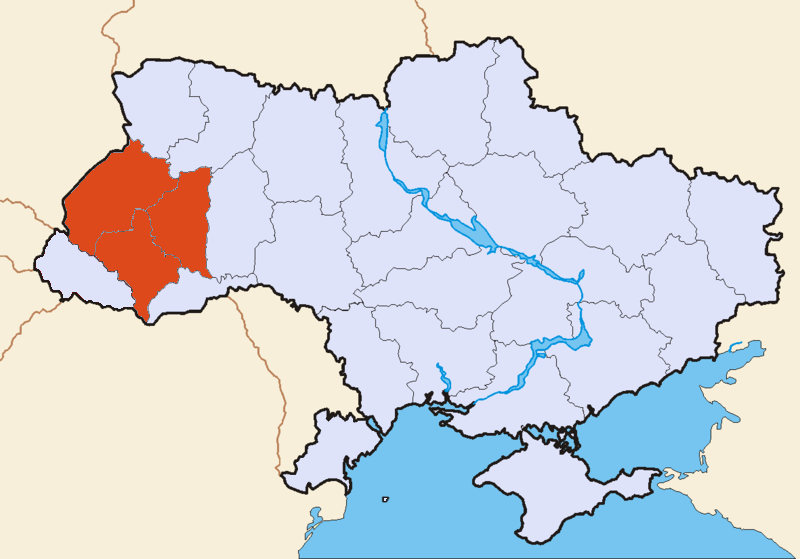
Localizarea regiunii Galiția în spațiul actual ucrainean
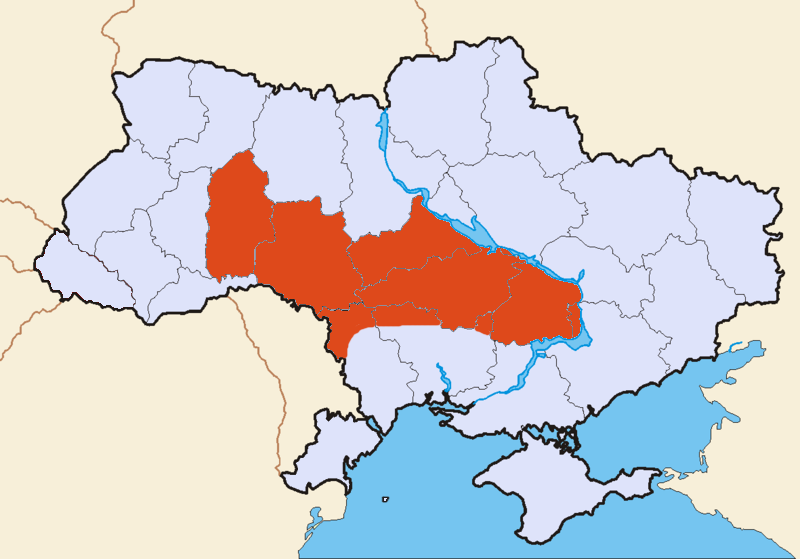
Localizarea regiunii Podolia în spațiul actual ucrainean
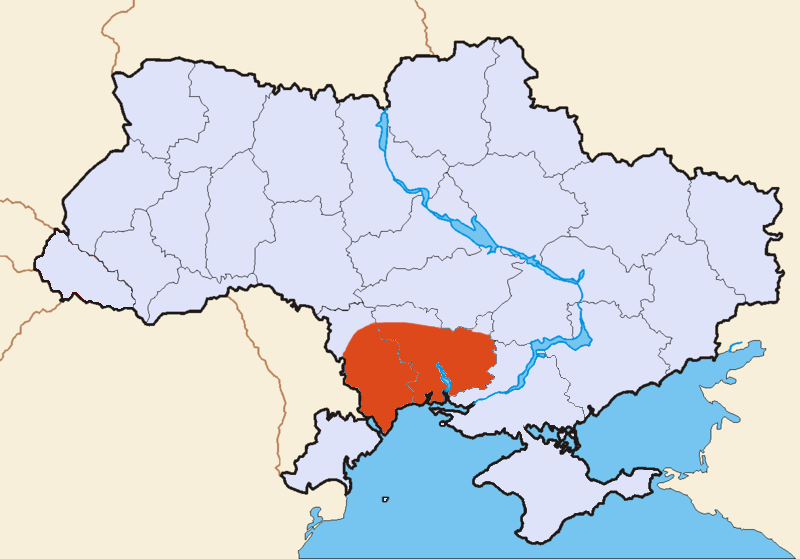
Localizarea regiunii Edisan în spațiul actual ucrainean
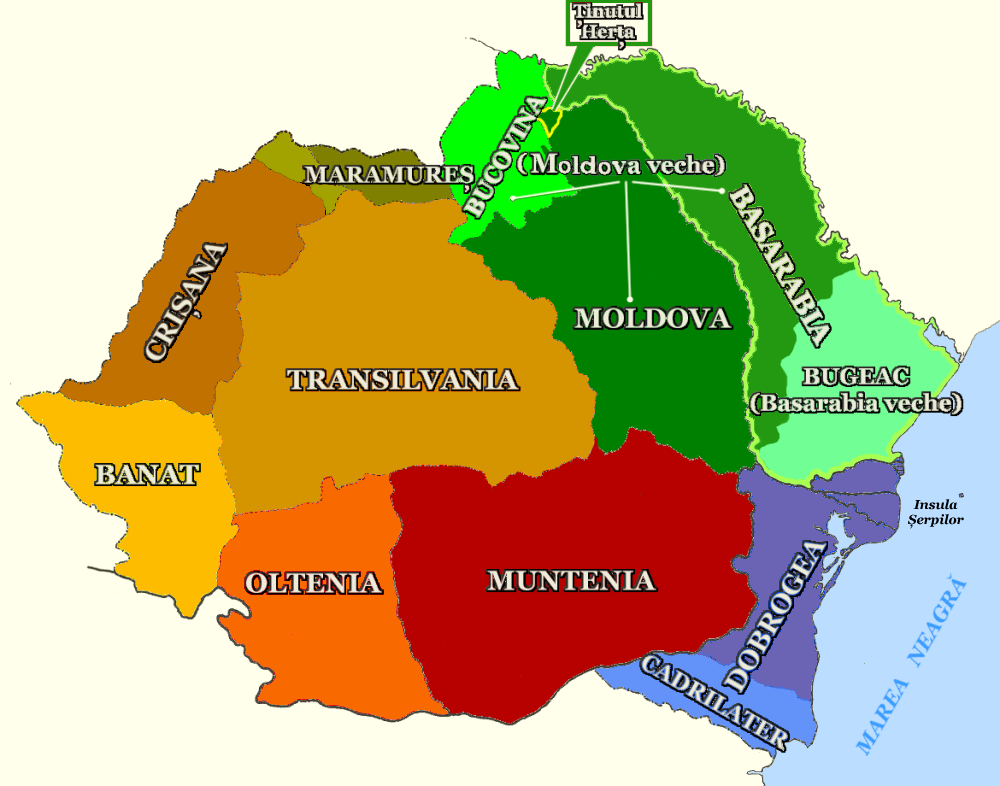
În verde, localizarea Moldovei printre regiunile istorice românești

### Date de geografie istorică
Din punct de vedere istorico-geografic, specificitatea teritoriului se încadrează între obstacolele naturale reprezentate de Carpații Orientali la apus, adâncul canion al văii Nistrului la miazănoapte și răsărit, luncile umede și mlăștinoase ale Nistrului inferior, limanurilor basarabene, Dunării de Jos și Siretului inferior la miazăzi, care au reprezentat în decursul vremurilor limite ale Tirgeților, Carpilor, Bastarnilor, Iașilor și însfârșit ale romanicilor orientali.

#### Diviziuni istorice

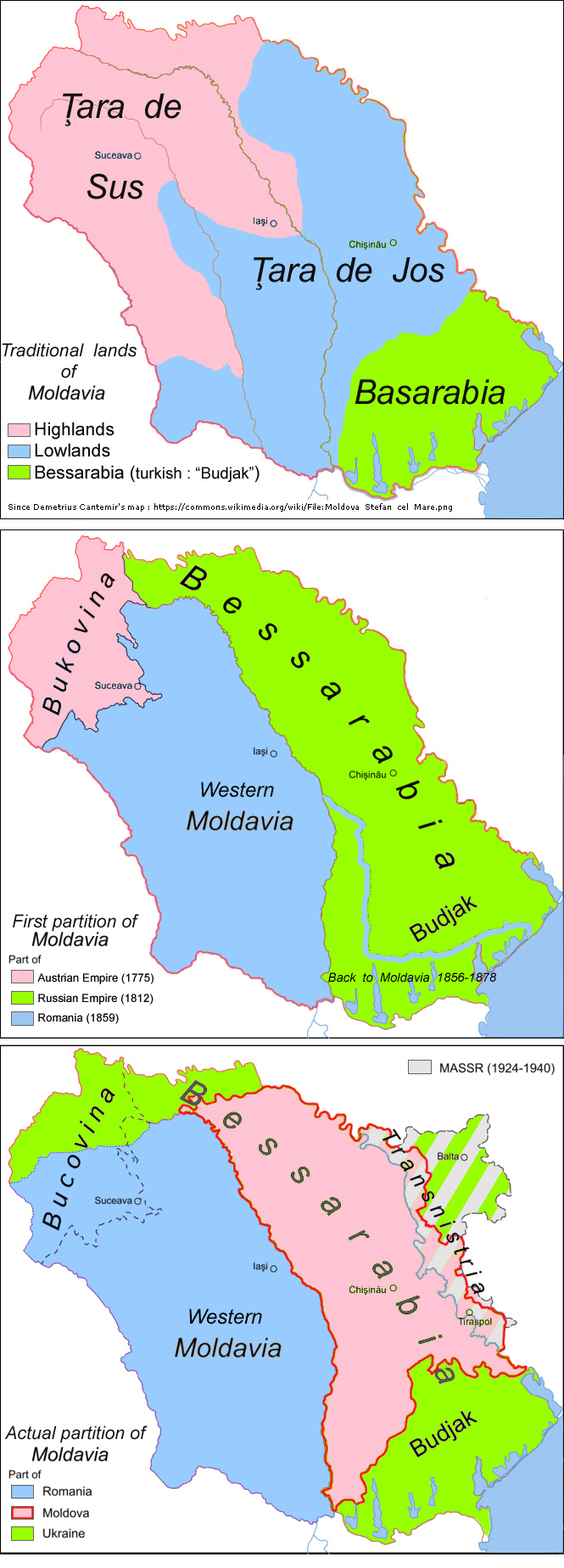
Împărțirile succesive ale teritoriului moldovenesc

Spațiul moldovenesc – anume suprafața vechiului Principat al Moldovei, a fost de-a lungul timpului în mai multe moduri divizat din punct de vedere administrativ:
- în cadrul Principatului Moldovei, în: Țara de Sus, Țara de Jos și Basarabia. Aceasta din urmă a fost până în 1812, limitată la teritoriul denumit de turci Bugeac.

- Pocuția nu a fost niciodată teritoriu moldovenesc, ci doar o posesiune personală a voievozilor moldoveni în regatul Poloniei.
- Transnistria (teritoriu pe atunci integrat atât Podoliei poloneze cât și Edisanului otoman) nu a fost niciodată a Moldovei, dar voievozii moldoveni (începând cu Bogdan al III-lea în 1512 și continuând până la Gheorghe Duca în 1672) au avut posesiuni lângă Soroca (mori de apă, Valea Adâncă) și în jurul Dubăsarilor (satul și vadurile).

- trei teritorii au fost pierdute de Principatul Moldovei înainte de 1812:

- Bugeacul – împărțit în raiale turcești în 1484 și în 1538 (anume Ismail, Chilia, Cetatea Albă în 1484, Reni și Tabacu în 1536, Tighina în 1538);
- Ținutul Hotinului – devenit raia turcească în 1713;
- Bucovina – devenită parte a Imperiului Austriac în 1775.

- în 1812 prin tratatul de la București Principatul Moldovei a fost împărțit în două, partea de la răsărit de Prut formând o nouă gubernie a Imperiului Rus denumită Basarabia. Aceasta a cuprins atât ținuturile principatului dintre Prut și Nistru (Soroca, Orhei, o parte a ținutului Iași, Lăpușna, o parte a ținutului Fălciu și Tigheciu) cât și raialele turcești de la Hotin și din Bugeac.
- în 1856 Imperiul Rus a fost silit să restituie ținuturile Cahul, Bolgrad și Ismail către principatul Moldovei, care unindu-se cu cel al Țării Românești a format România în 1859. În 1878 România și-a dobândit independența, dar a trebuit să-i retrocedeze Rusiei ținuturile Cahul, Bolgrad și Ismail.
- în 1917 gubernia Basarabiei s-a constituit în Republica Democratică Moldovenească, care s-a declarat independentă de Rusia și în 1918 s-a unit cu România, urmată în același an de Bucovina. Astfel, unitatea teritoriului istoric moldovenesc s-a refăcut în cadrul României, care însă a menținut denumirile de Basarabia și Bucovina ca diferite de cea de Moldova – aplicată numai teritoriului Principatului de după 1812, așa cum intrase în componența României în 1859.
- din 1940 încoace (cu excepția anilor 1941-44), suprafața vechiului Principat al Moldovei a fost împărțită între:
  - România, anume mare parte din județele Vrancea, Bacău, Neamț, în întregime județele Suceava, Botoșani, Vaslui, Galați și Iași;
  - Republica Sovietică Socialistă Moldovenească, care a devenit în 1991 Republica Moldova, anume partea din dreapta Nistrului;
  - Ucraina, anume Regiunea Cernăuți (cuprinzând Bucovina de Nord și cea mai mare parte din ținutul Hotinului), Ținutul Herța, și Bugeacul (cuprinzând 9 raioane din partea vestică a regiunii Odesa: Reni, Ismail, Chilia Nouă, Bolgrad, Arciz, Sărata, Tarutino, Tatarbunar și Cetatea Albă).

Principatul Moldovei în secolul al XV-lea
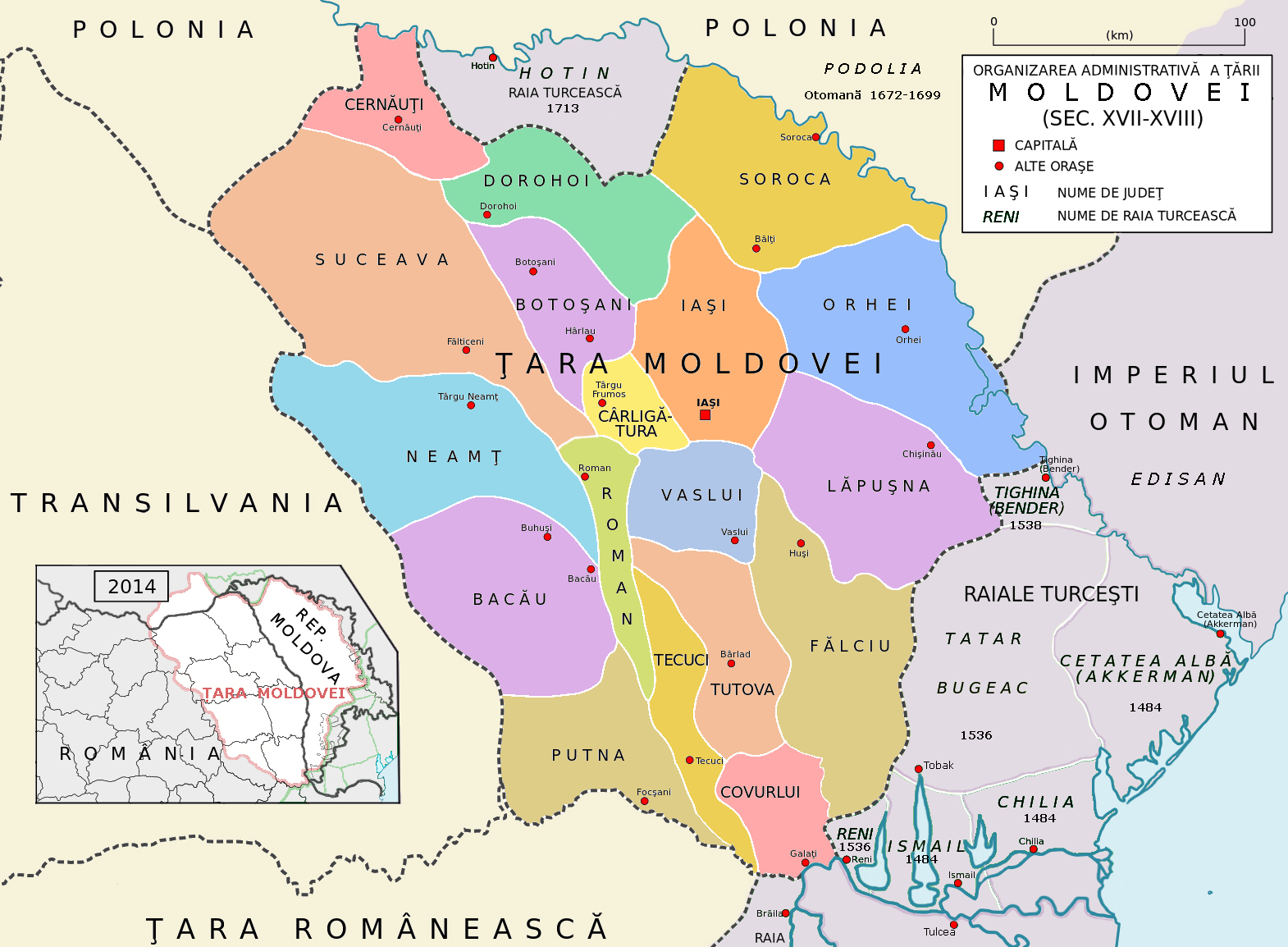
Principatul Moldovei în secolul al XVII-lea
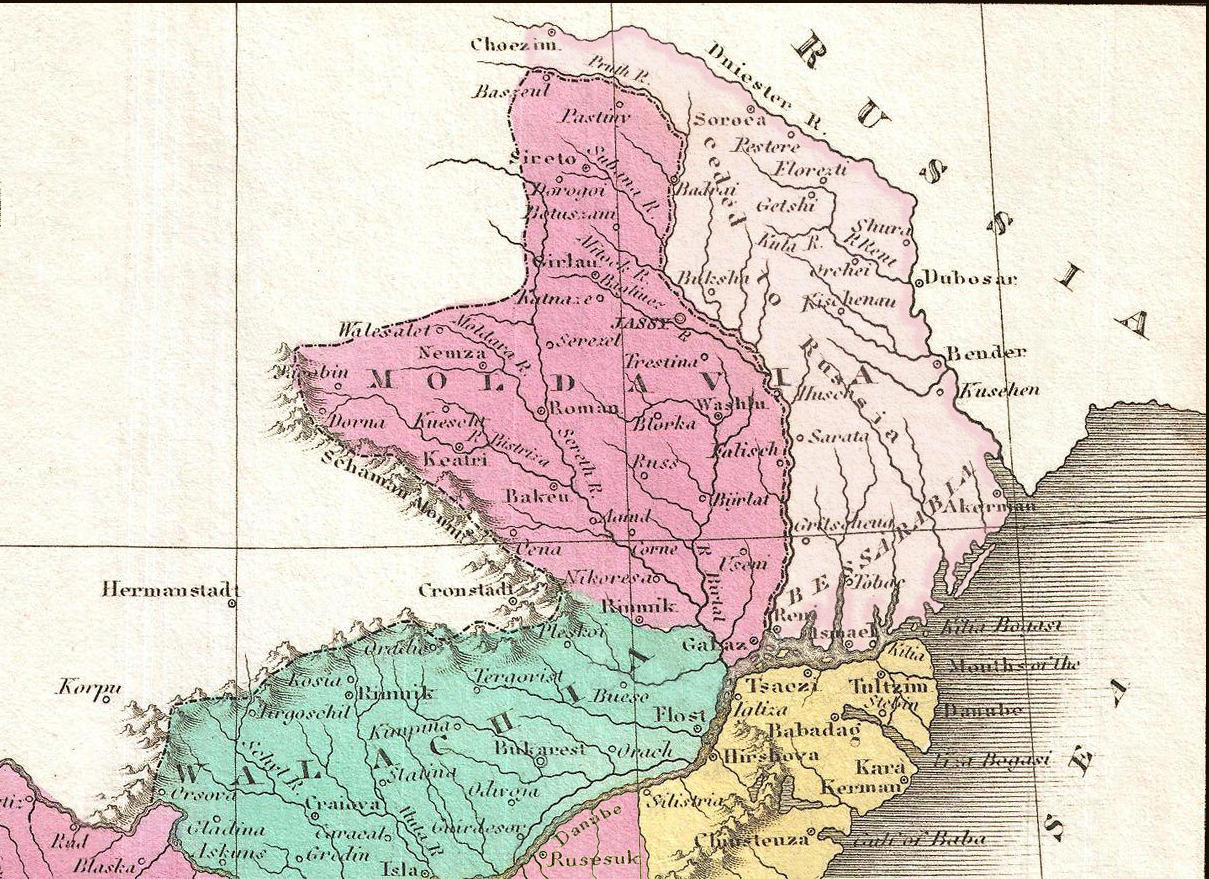
Principatul Moldovei în atlasul american al lui Anthony Finley (1827)
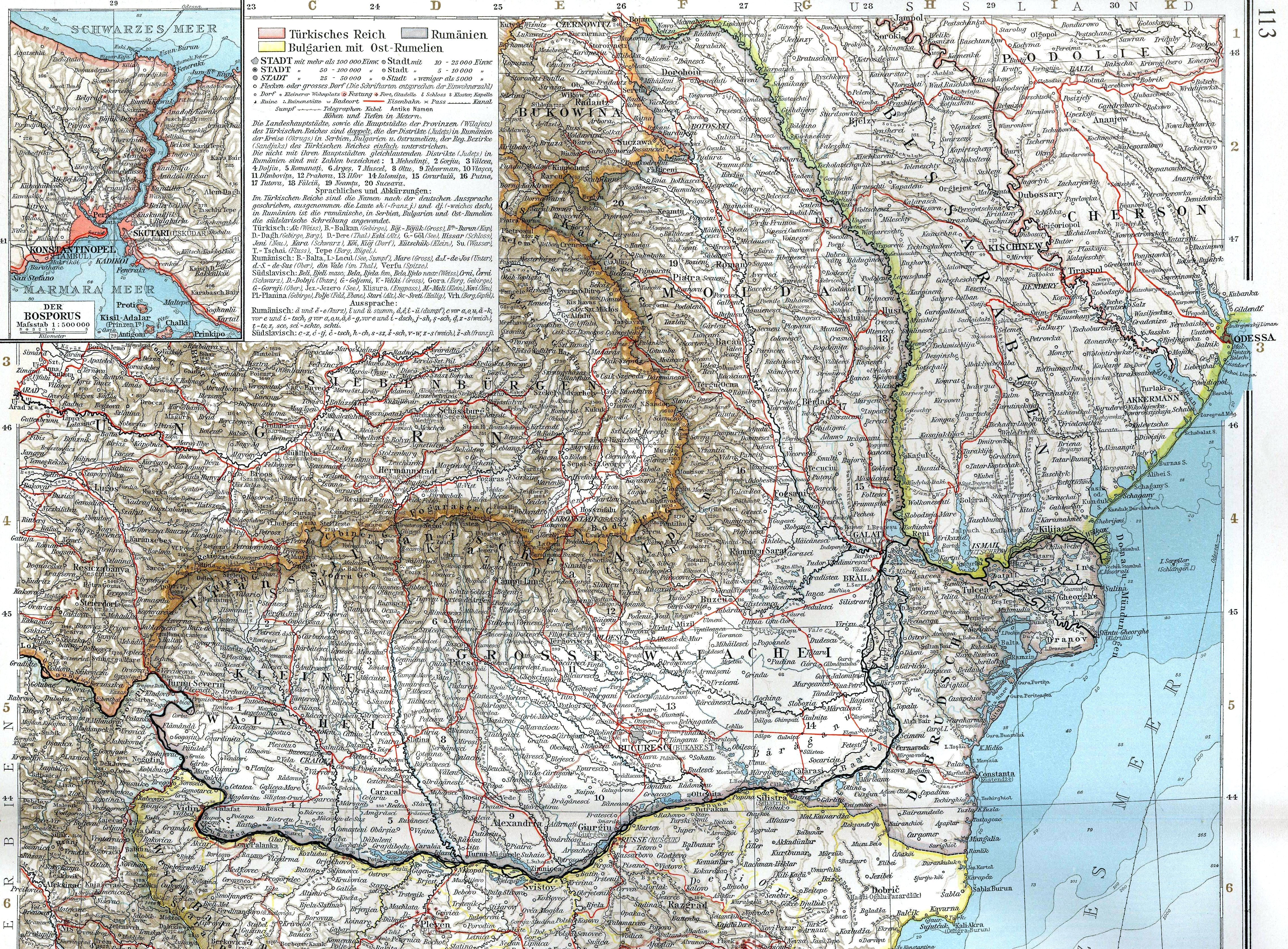
Moldova occidentală în cadrul Regatului României (1901)
Republica Democratică Moldovenească
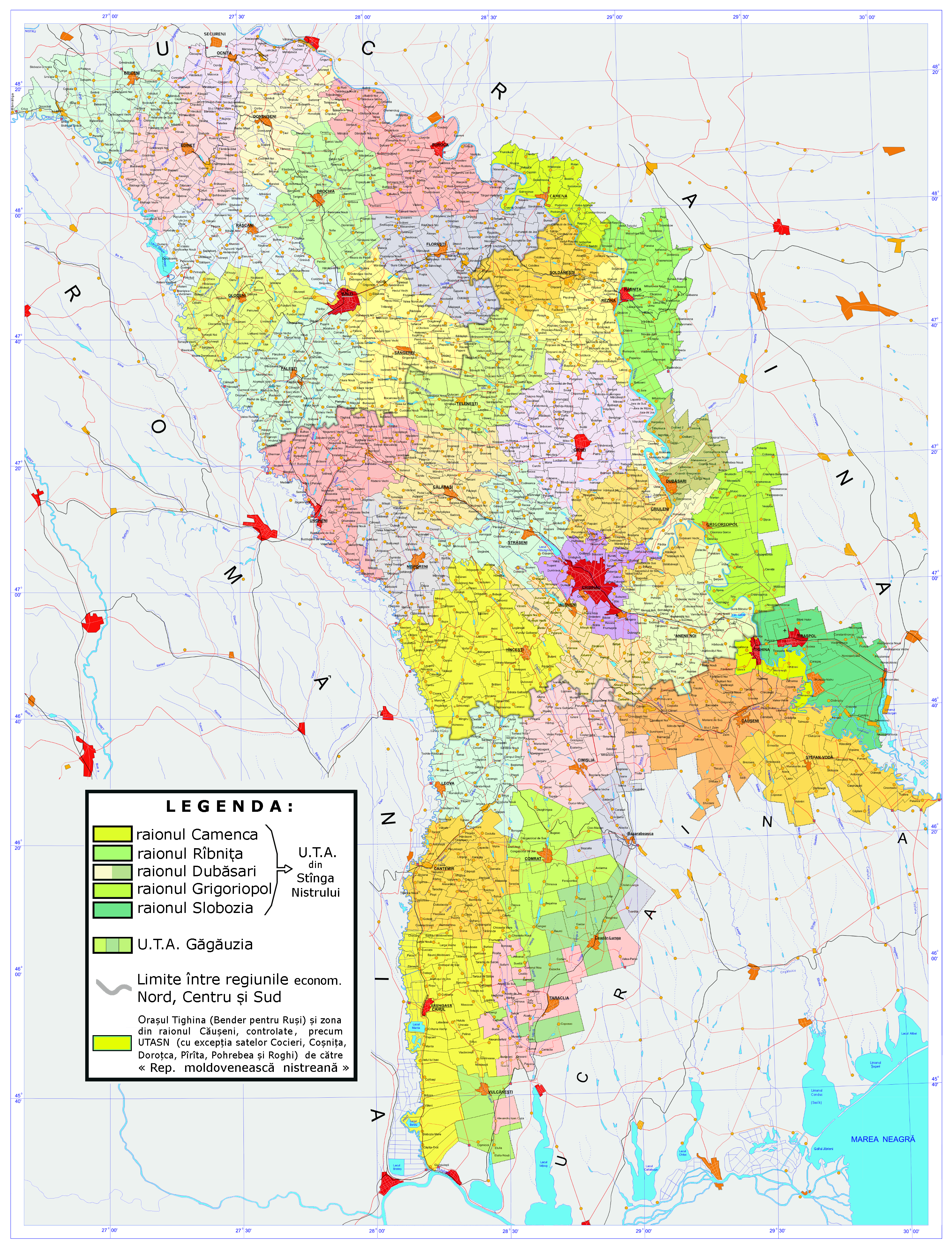
Republica Moldova

### Geografie politică
Reconstituirea teritoriului istorico-geografic al principatului Moldovei este problematică[A] deoarece acest teritoriu astăzi transfrontalier face parte din:
- 3 state: România, Republica Moldova și Ucraina
- 5 euroregiuni: Carpatică, Prutul de Sus, Siret–Prut–Nistru, Nistru, Dunărea de Jos.

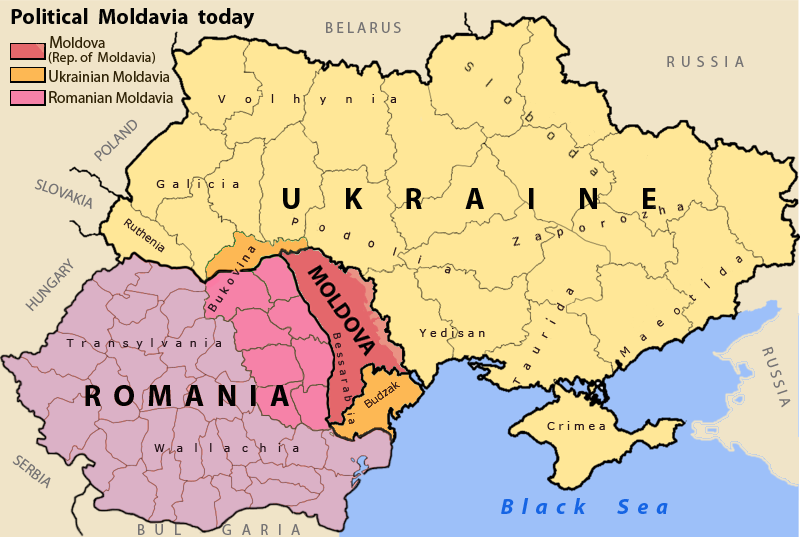
Moldova istorică astăzi: republica (roșu), părțile aparținând Ucrainei (portocaliu) și teritoriul statului român din Moldova Occidentală (trandafiriu).
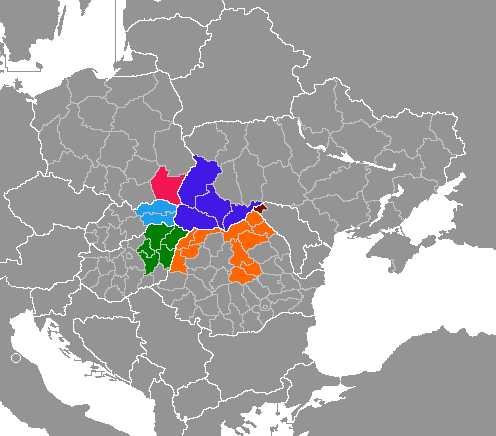
Localizarea Euroregiunii Carpatice pe Harta Europei
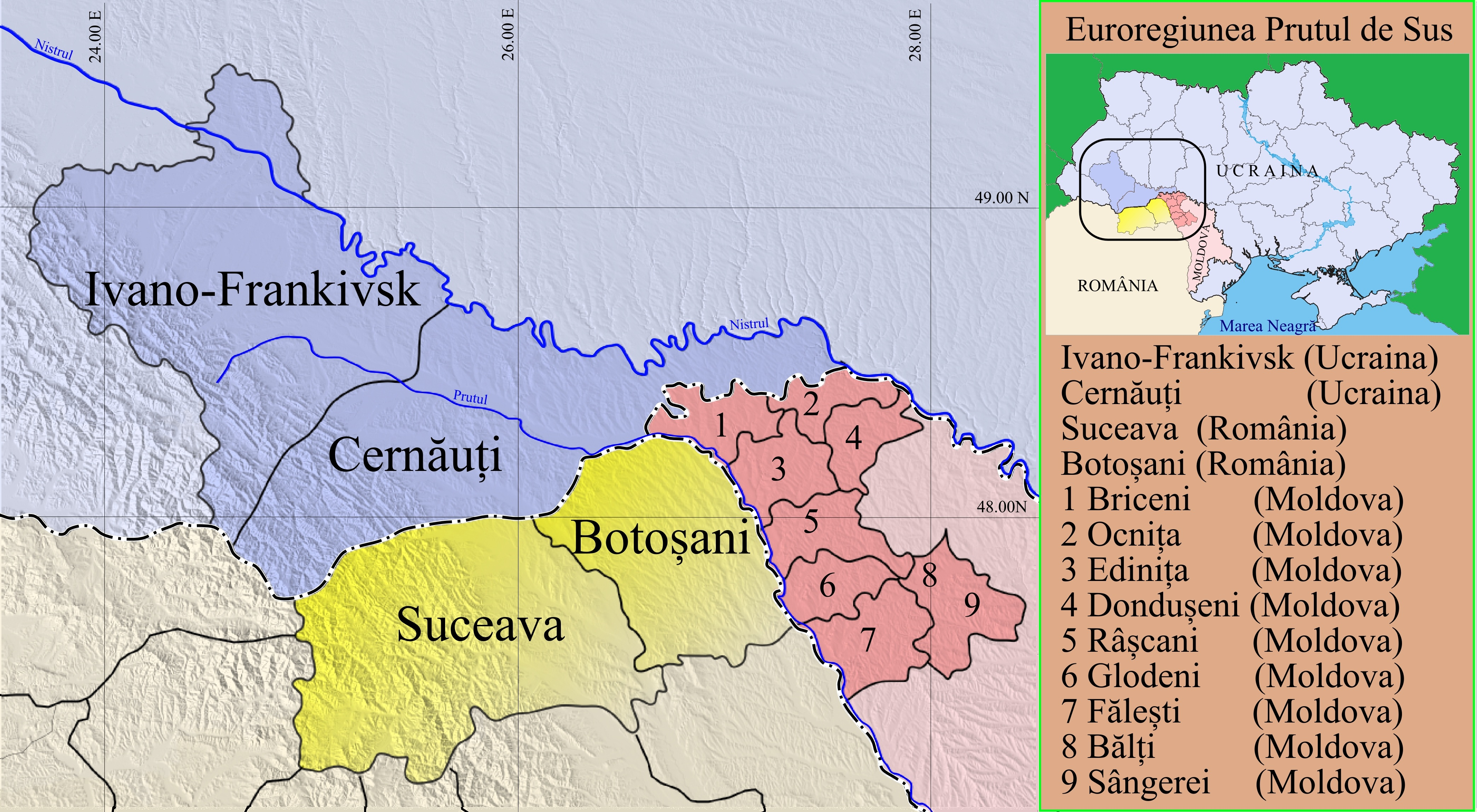
Euroregiunea Prutul de Sus: cu roșu (raioanele din Republica Moldova), cu galben (județele din România), cu albastru (oblastiile din Ucraina)
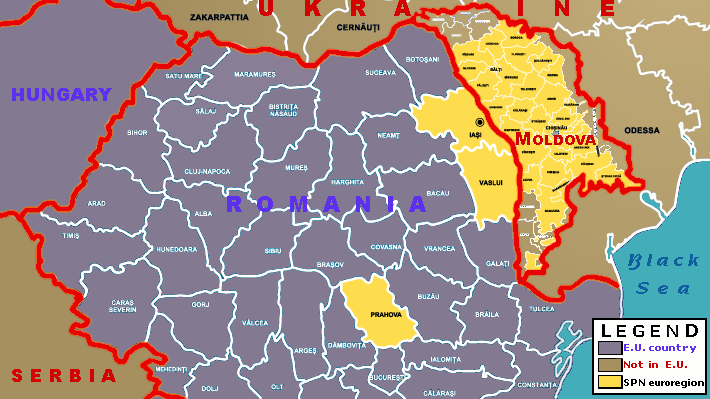
Euroregiunea Siret–Prut–Nistru (galben)
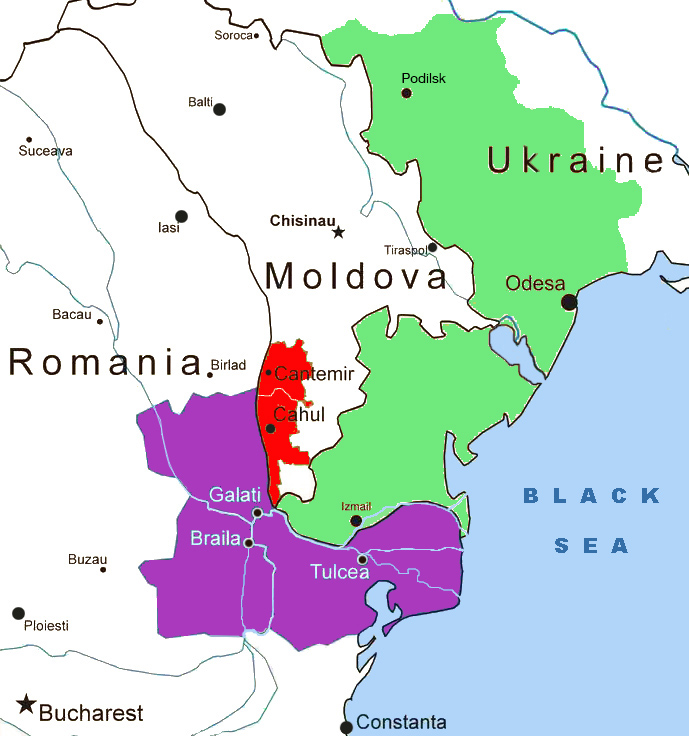
Euroregiunea Dunării de jos cu roșu (raioanele din Republica Moldova), cu violet (județele din România), cu verde (oblastia Odesa din Ucraina)

La finalul celui de-al Doilea Război Mondial, în timpul negocierilor pentru pace, politicianul sovietic moldovean Nikita Salogor a propus reunirea teritoriilor care au aparținut Principatului Moldovei, în Moldova Mare.

### Geomorfologie
Morfostructural, teritoriul regiunii istorice Moldova este constituit - de la vest spre est, de:
- Catene centrale și estice ale Carpaților Orientali, mai precis o parte dintre munții axului cristalino-mezozoic (spre vest) și din grupa munților flișului (spre est), respectiv din grupele nordică și centrală;
- Subcarpații Moldovei (centru) și subunitatea Subcarpaților Vrancei (sud) din Subcarpații de Curbură;
- Culoarul Siretului, prelungit spre nord de către văile Sucevei și Moldovei;
- Podișul Moldovei în nord și centru, care constituia peste două treimi din teritoriul Moldovei medievale. Acesta este traversat de râul Prut și are la sud subunitățile Siretului inferior, Tecuciului și Covurluiului (parte din Câmpia Română).

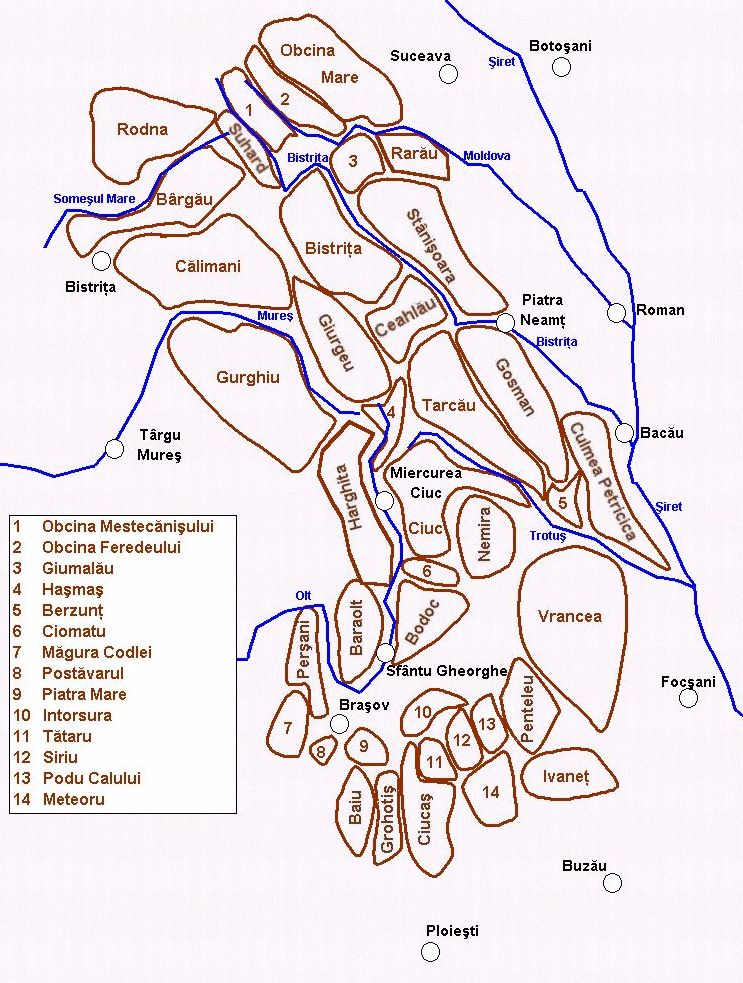
Carpații Orientali
Subcarpații de Curbură
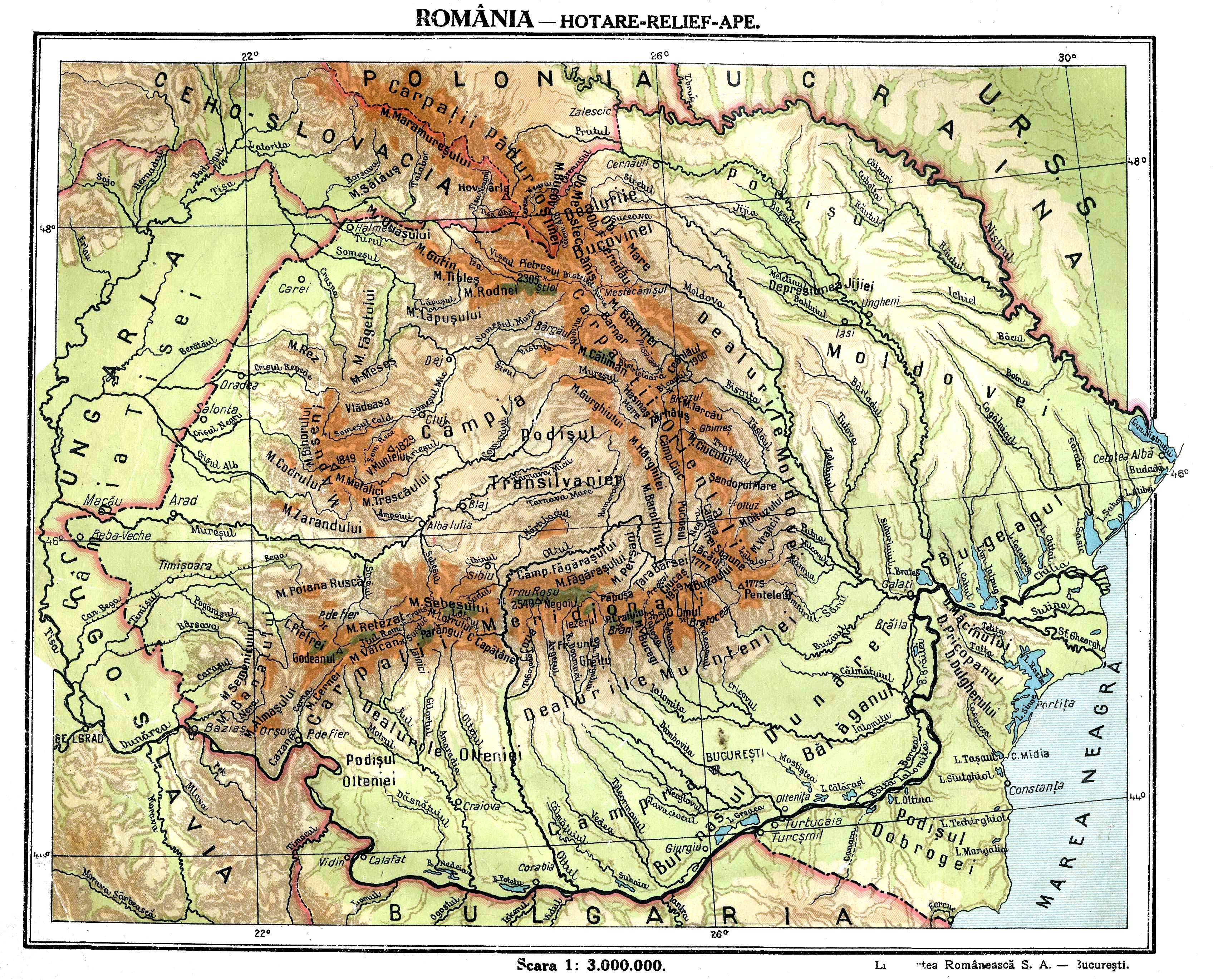
Podișul Moldovei pe harta fizică a României Mari
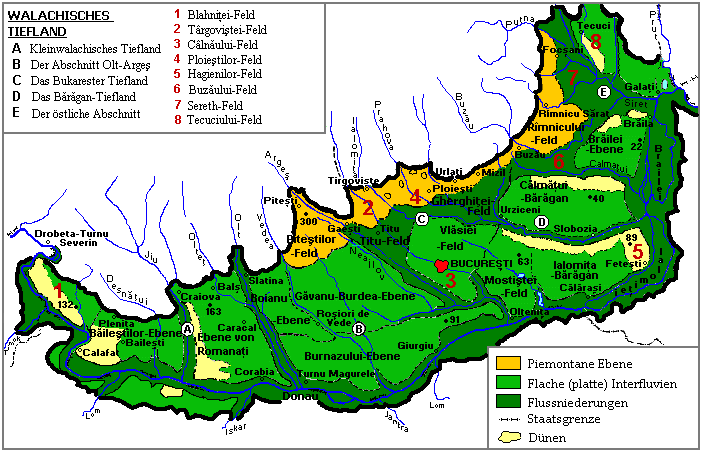
Subunitățile Câmpiei Române (numită și Valahă ori a Dunării de Jos – în alte surse)

În sensul acelor de ceasornic, limitele sale sunt date de următoarele morfo-structuri: Podișul Podoliei la nord, nord-est și est, continuarea Câmpiei Mării Negre la est, Marea Neagră în sud-est, Delta Dunării, Podișul Dobrogei, structurile de continuare ale Câmpiei Române, Subcarpaților de Curbură și Carpaților Orientali la sud.

### Hidrografie
Principalele cursuri de apă pe teritoriul regiunii sunt: 
- Siretul cu cea mai mare parte din afluenții săi principali de dreapta (Siretul Mic, Suceava, Moldova, Bistrița, Trotuș și Putna) sau de stânga (Polocin și Bârlad);
- Prutul cu afluenții săi principali de dreapta (Ceremuș, Bașeu și Jijia – cu afluentul principal Bahlui) sau de stânga Camenca;
- Cogălnicul;
- Nistrul cu afluenții săi principali de dreapta (Răut, Bîc, Ichel, Botna).

### Demografie

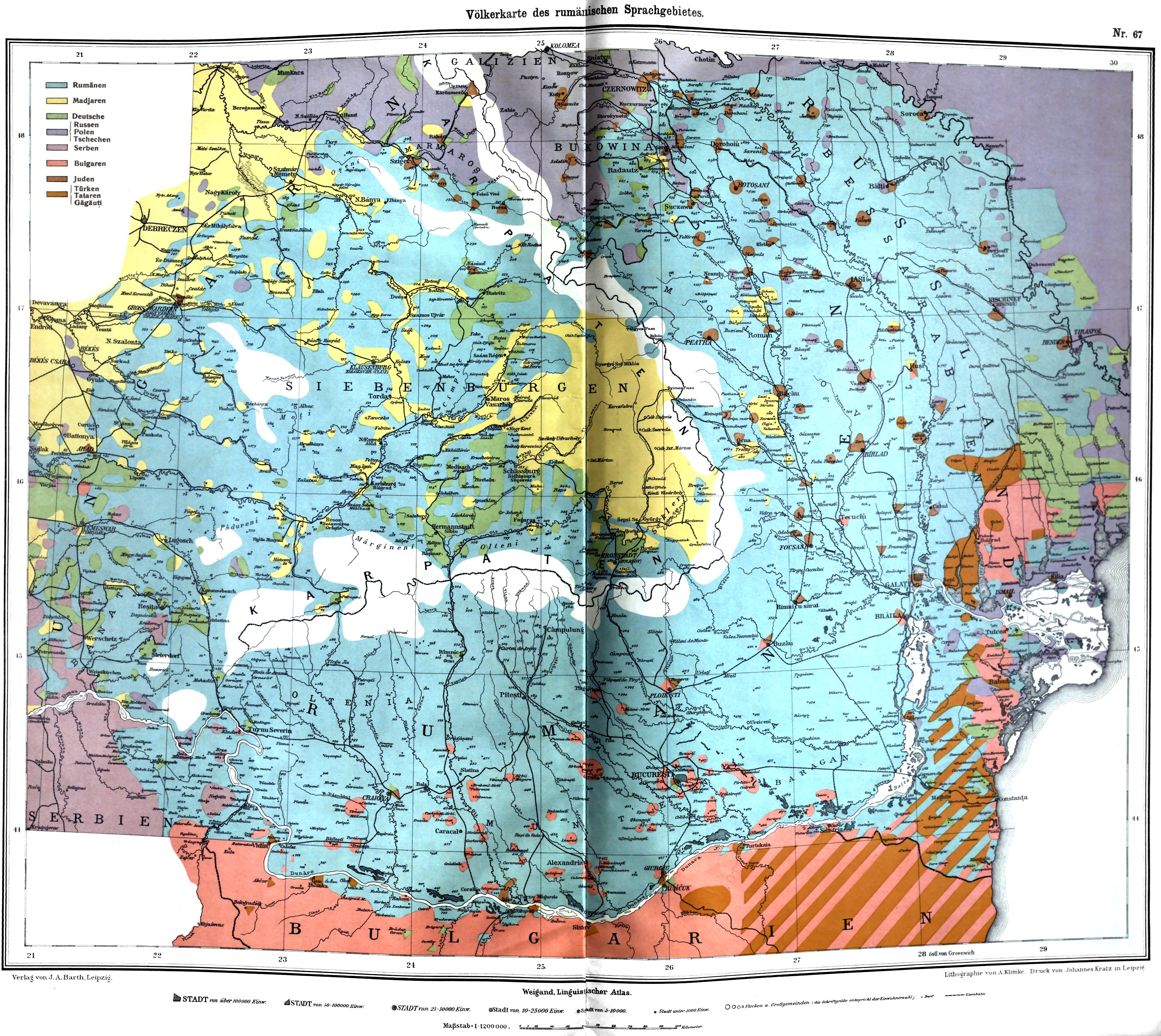
Grupuri etnice în teritoriile românești la începutul secolului XX

În decursul istoriei, din punct de vedere demografic, specificitatea teritoriului a constat în fluxul și refluxul populațiilor respectiv sedentare și nomade în funcție de variațiile climei și pluviometriei. În perioadele de secete prelungite, când pădurile erau periclitate în favoarea stepei, populațiile sedentare se retrăgeau spre zonele de pădure, spre Carpații Orientali sau spre Dunărea de Jos, atât pentru a dispune de apă, cât și pentru a fugi de jafurile popoarelor nomade din stepa pontică, ele însele împinse spre Apus, adesea unele de altele, din cauza secării izvoarelor și râurilor mici. În perioadele de pluviometrie normală, când cursurile de apă își regăseau debitul iar pădurile și pășunile se refăceau, populațiile de agricultori (succesiv daci, slavi, romanici manifestați prin cultura Dridu etc.) coborau din nou „spre vale” și spre Răsărit, pe măsură ce slăbea stăpânirea nomazilor din stepă (succesiv sciți, sarmați, roxolani, onoguri, hazari, pecenegi, cumani, maghiari și tătari) și reclădeau sate și cetăți.

### Orașe importante

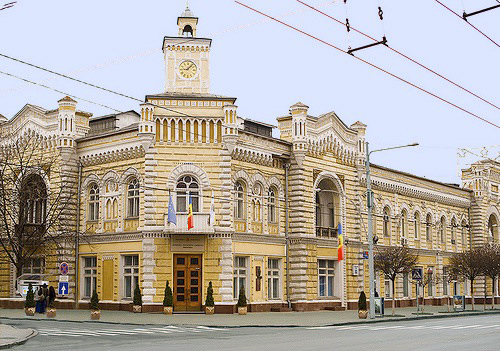
Chișinău

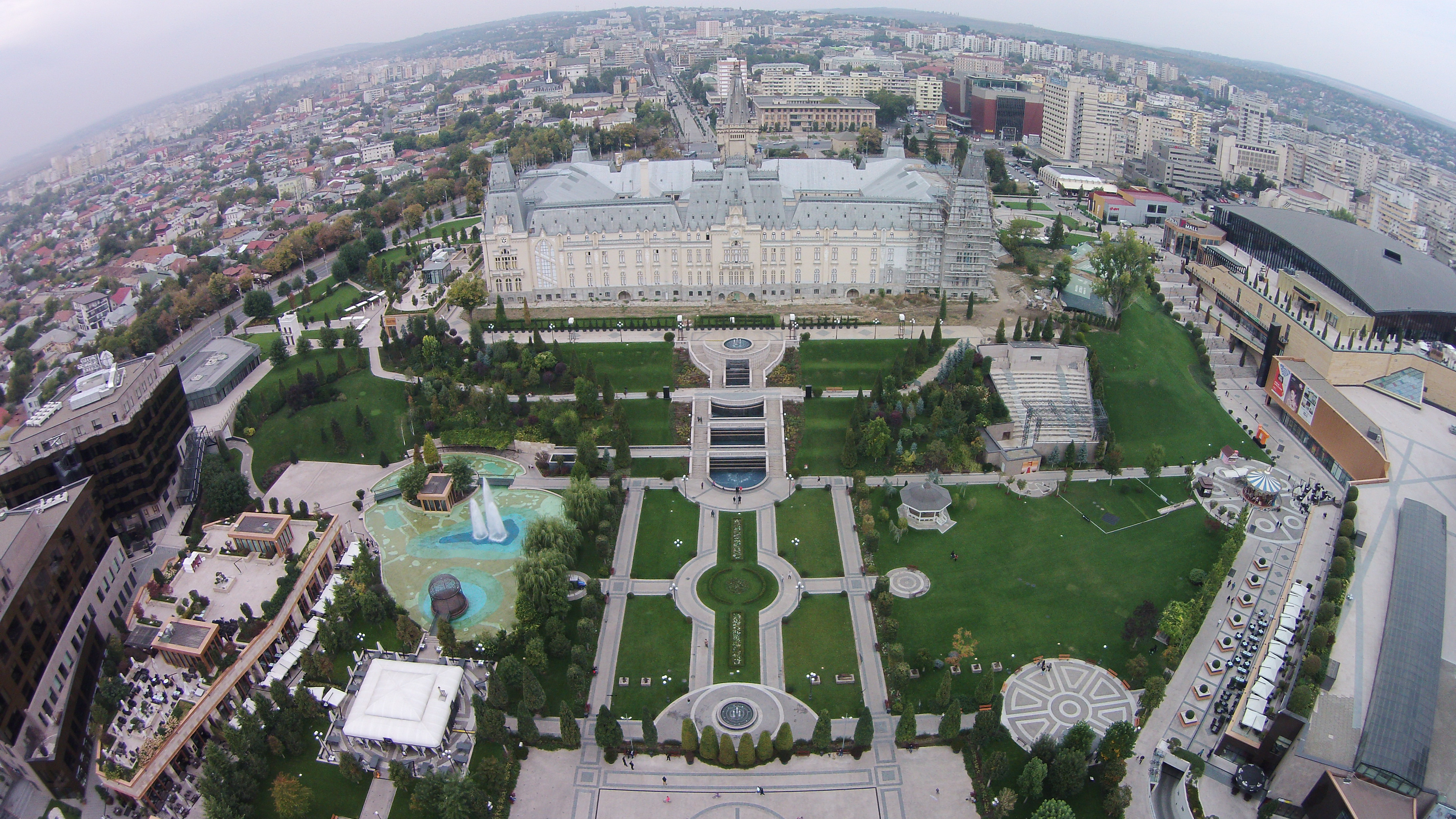
Iași

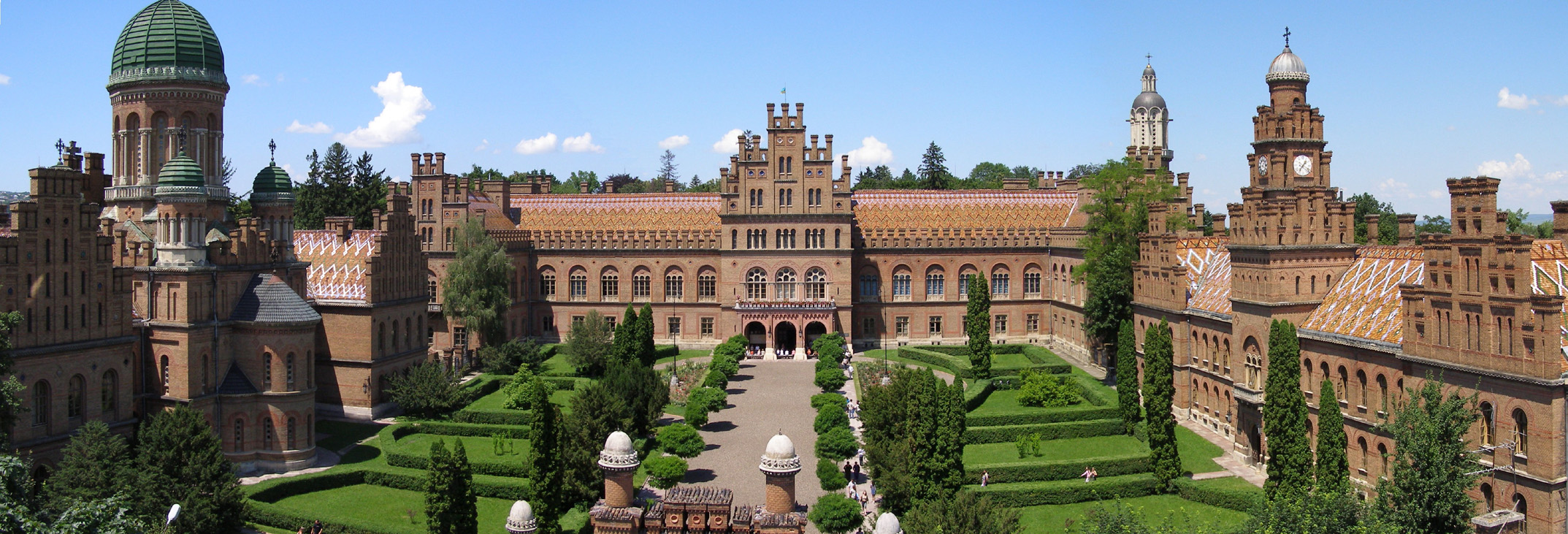
Cernăuți

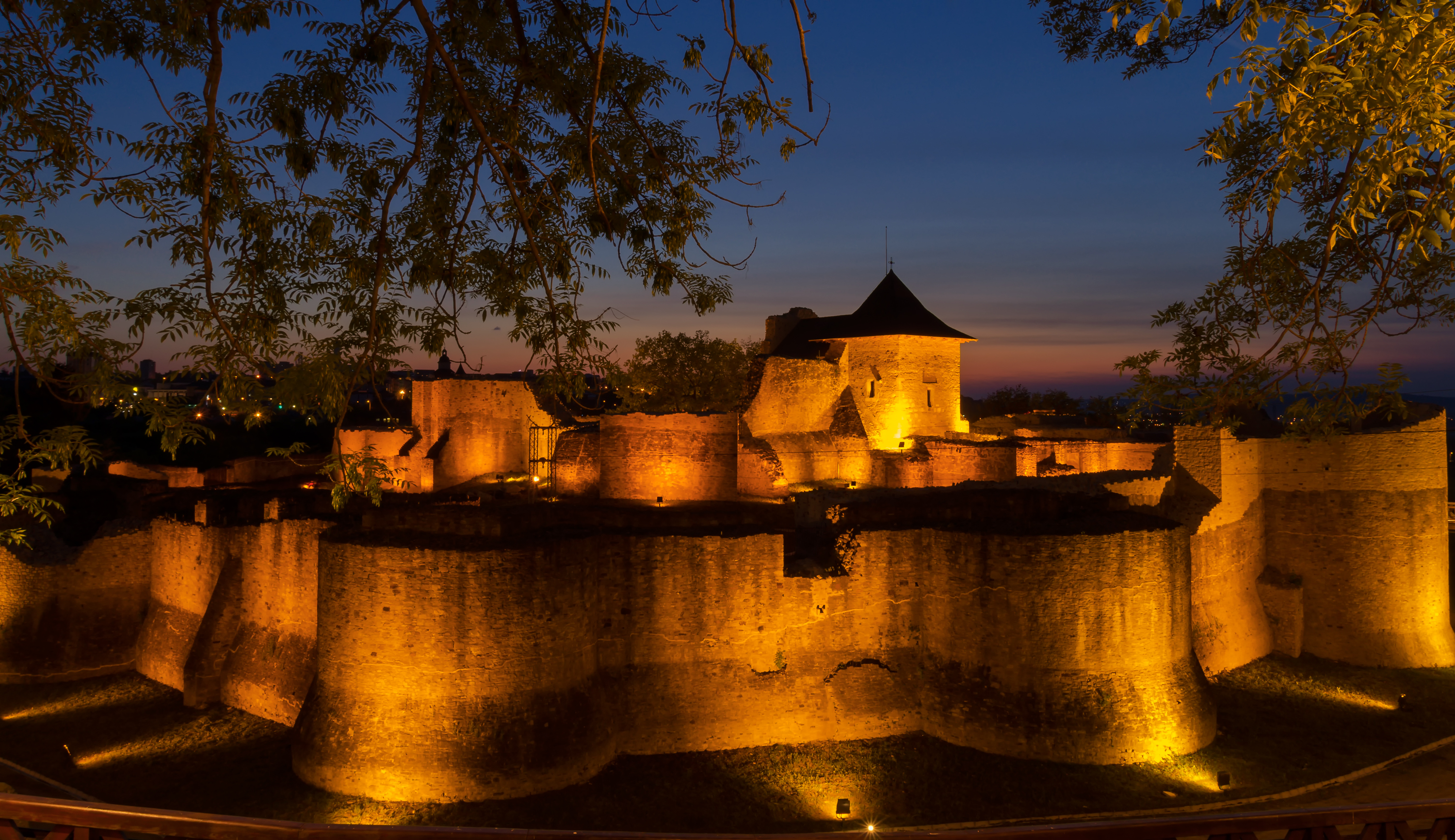
Suceava

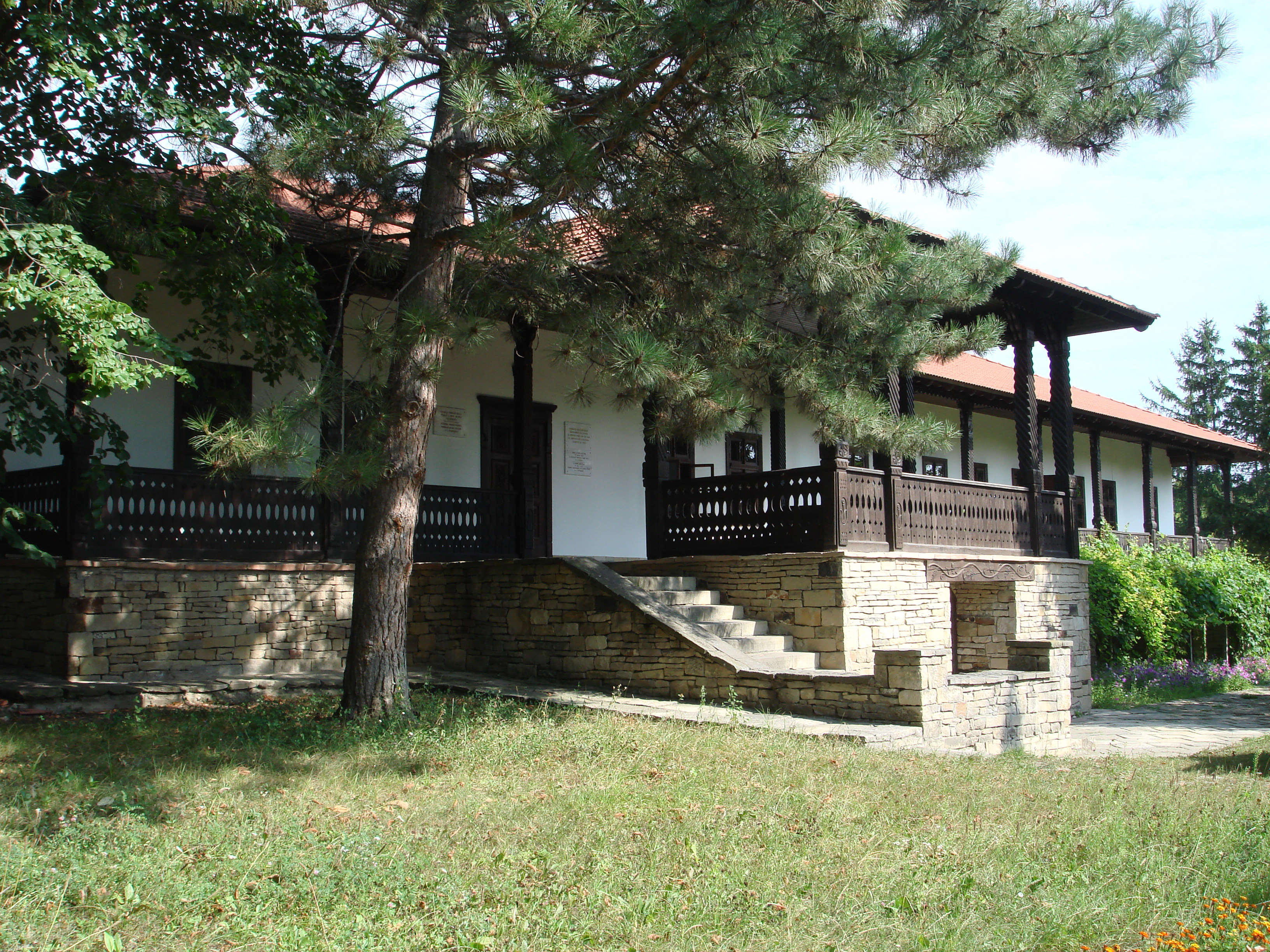
Conacul lui Zamfirache Ralli din Dolna

Orașele cu mai mult de 50.000 de locuitori, sunt:
|     | Oraș         | Populație* | Țară, regiune administrativă |
| --- | ------------ | ---------- | ---------------------------- |
| 1.  | Chișinău     | 532.513    | Moldova, Chișinău            |
| 2.  | Iași         | 290.422    | România, Județul Iași        |
| 3.  | Galați       | 249.432    | România, Județul Galați      |
| 4.  | Cernăuți     | 240.600    | Ucraina, Regiunea Cernăuți   |
| 5.  | Bacău        | 144.307    | România, Județul Bacău       |
| 6.  | Botoșani     | 106.847    | România, Județul Botoșani    |
| 7.  | Bălți        | 97.930     | Moldova, Bălți               |
| 8.  | Suceava      | 92.121     | România, Județul Suceava     |
| 9.  | Tighina      | 91.882     | Moldova, Bender              |
| 10. | Piatra Neamț | 85.055     | România, Județul Neamț       |
| 11. | Ismail       | 84.815     | Ucraina, Regiunea Odesa      |
| 12. | Focșani      | 79.315     | România, Județul Vrancea     |
| 13. | Bârlad       | 55.837     | România, Județul Vaslui      |
| 14. | Vaslui       | 55.407     | România, Județul Vaslui      |
| 15. | Roman        | 50.713     | România, Județul Neamț       |

* Recensăminte: România – 2011, Republica Moldova – 2014, Ucraina – 2001

## Aspecte culturale
Există la nivelul teritoriului moldovenesc istoric diferite aspecte etnografice și culturale, care în majoritate nu sunt proprii exclusiv acestui teritoriu și dintre care multe nu se găseau în totalitatea arealului, ci numai în anumite zone; cele mai specifice dintre aceste aspecte sunt graiul moldovenesc al limbii române și organizarea religioasă a arealului, care aparținea până în 1815 în întregime Mitropoliei Moldovei înființată între anii 1381-1386 și recunoscută de Patriarhia Constantinopolului în anul 1401, cu sediul mitropolitan inițial la Rădăuți, apoi în 1401 la Suceava, iar la mijlocul sec. al XVII-lea, în Iași.

### Graiul moldovenesc
Din punct de vedere lingvistic, specificitatea teritoriului se manifestă îndeosebi prin graiul moldovenesc, care de altfel depășește limitele sale, devreme ce era vorbit în Dobrogea de Nord de-a lungul Dunării, și în Transilvania de Nord-Est.
Pe teritoriul Moldovei istorice există (sau existau) mai multe graiuri moldovenești, aparținând arealului lingvistic al subdialectului de tip nordic sau moldovenesc, cuprinzând o serie de particularități dialectale care reprezintă principala trăsătură comună a moldovenilor, ele fiind utilizate, mai mult sau mai puțin frecvent, pe întreg spațiul moldovenesc și chiar dincolo de el, în Transnistria, zone din nordul Munteniei, Delta Dunării sau diaspora română, datorat, în cea mai mare parte, emigrărilor ardelenești la est de Carpați.
Fonetic, din punct de vedere lexical, precum și din punct de vedere morfologic sau sintactic, Moldova nu are un grai unitar. Astfel, graiurile din Bucovina au un aspect de mozaic (îmbină trăsături ale graiurilor centrale,  bucovinene și în unele localități ale graiurilor maramureșene), iar la est și nord de Prut au un specific aparte (dar nu au statut autonom – aparținând ariei dialectale a masivul moldovenesc și, luate în ansamblu n-au fost atrase într-o altă arie lingvistică). Graiurile centrale din Basarabia au trăsături similare cu cele consemnate în dreapta Prutului, iar mare parte dintre particularitățile din zona sud-vestică (pe linia Cahul–Reni–Chilia) fac arie comună cu graiurile muntenești. În zona nord-vestul Basarabiei, nordul Bucovinei, ținutul Herța, graiurile fac arie comună cu sudul Bucovinei. Pe linia Camenca – Râbnița – Dubăsari și Kotovsk, Ucraina aflată în zona de nord-est a Republicii Moldova, graiurile fac în unele privințe arie comună cu cele din nordul Moldovei istorice și se caracterizează prin păstrarea la toate nivelele a multor elemente vechi la toate compartimentele limbii, dar și prin dezvoltarea unor particularități specifice. Există de asemeni o împărțire a graiului Moldovenesc într-un areal nordic și unul sudic, graiul moldovenesc tipic fiind reprezentat în zonele centrală și de nord ale Moldovei.
Despre Transnistria – zonă aflată înafara arealului istoric moldovenesc, dar unde se află vorbitori de limbă română, există opinia (cf. M. V. Serghievskii), contestată, a unei evoluții de sine stătătoare a limbii vorbite, etichetată drept „moldovenească”.

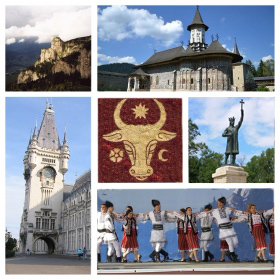
Colaj. Munții Hășmașului din Carpații Orientali, Mănăstirea Voroneț, Palatul Culturii din Iași, Statuia lui Ștefan cel Mare din Chișinău și un grup de dansatori moldoveni.

### Patrimoniu cultural
Din punct de vedere cultural, specificitatea teritoriului se manifestă pregnant prin conștiința localnicilor romanici de a fi „Moldoveni”, anume descendenți ai locuitorilor vechiului Principat, dar această conștiință, împărtășită de toți între Carpați și Nistru, este diferit exprimată de-o parte și de alta a Prutului, în cele două teritorii separate de Tratatul de la București din 1812. În partea de Apus, care se află în România din 1856 (1918 pentru Bucovina de Sud), a fi „Moldovean” înseamnă a face parte din poporul Român, în aceiași măsură cu Ardelenii, Bănățenii, Dobrogenii, Oltenii sau Muntenii. Dimpotrivă, în partea de Răsărit care a stat 105 ani sub stăpânirea Imperiului Rus, 47 de ani în stăpânirea sovietică și care din 1991 încoace se află în zona de influență geopolitică a Rusiei, teama (accentuată de războiul pierdut din 1992) de a „supăra” minoritățile conlocuitoare (o treime din locuitori) și de a provoca „puterea tutelară”, ai căror reprezentanți exprimă amenințări la orice tentativă de apropiere de România, determină majoritatea cetățenilor care se simt „Moldoveni” să-și exprime această identitate în sensul dorit de acei reprezentanți, anume în sensul că a fi „Moldovean” înseamnă a face parte dintr-o „etnie” diferită de cea a (celorlalți) Români.

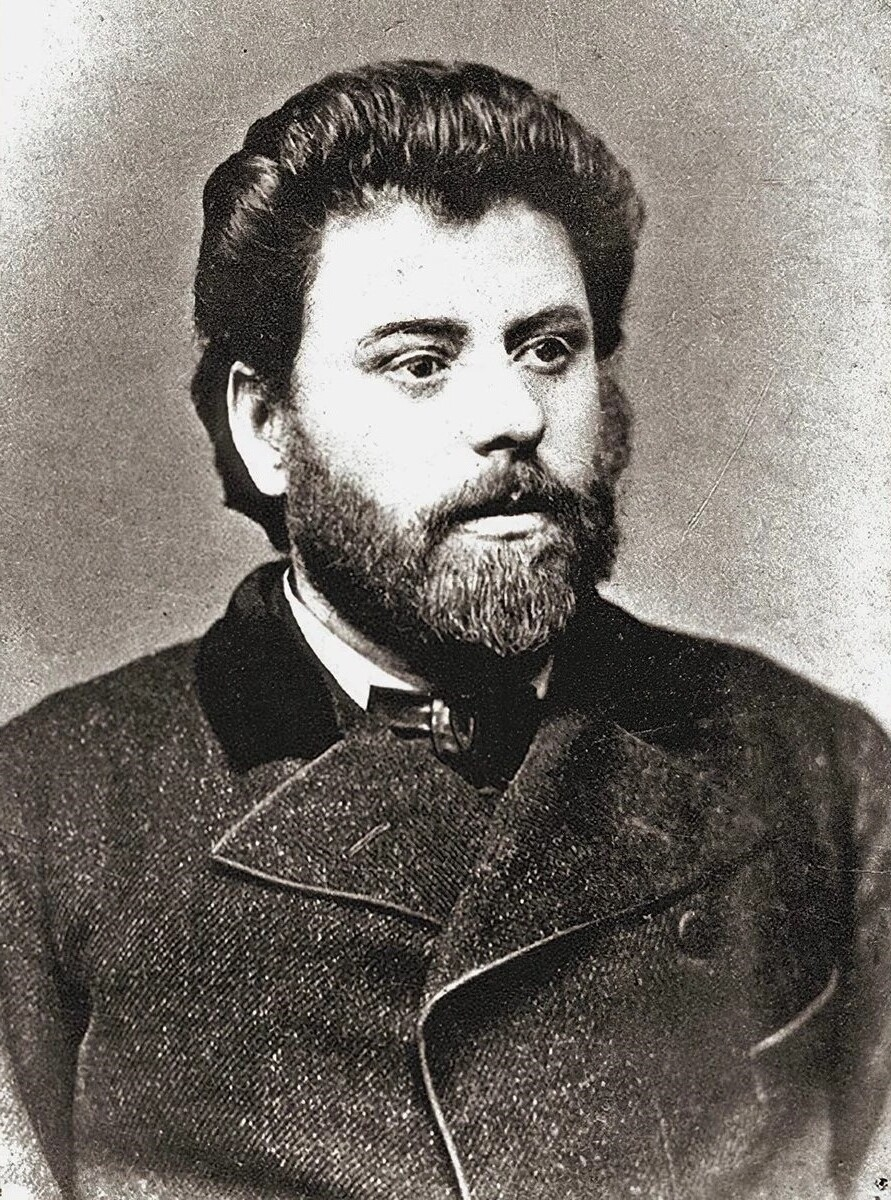
Ion Creangă

Cu toate acestea, atât „Moldovenii români” cât și cei din zona de influență geopolitică a Rusiei socotesc poeții și scriitorii născuți în teritoriul istoric al Moldovei ca fiind o parte esențială din patrimoniul lor cultural comun:
- Literatură și publicistică: Mihai Eminescu, Ion Creangă, Vasile Alecsandri, Mihail Sadoveanu, Bogdan Petriceicu-Hasdeu, Nicolae Iorga, Mihail Kogălniceanu, Eugen Lovinescu, Grigore Vieru, Adrian Păunescu, Costache Negruzzi, Nicolae Labiș, Miron Costin, Grigore Ureche, Ion Neculce, Mitropolitul Dosoftei, Otilia Cazimir, Veronica Micle,
- Muzică: George Enescu, Ciprian Porumbescu, Angela Ciochină, Valerica Patrichi, Anton Achiței, Nicolae Botgros, Margareta Clipa, Daniela Condurache, Laura Lavric, Viorica Macovei, Ion Paladi, Nicolae Sulac, Mioara Velicu, Sofia Vicoveanca, Grigore Gugler, Sergiu Celibidache.
- Pictură: Pictura se regăsește cel mai adesea în lăcașurile de cult: frescele bisericilor moldovenești au o puternică amprentă locală și se evidențiază prin estetica culorilor folosite.[15] Mostre ale acestei arte se pot observa la bisericile din nordul Moldovei, care azi fac parte din patrimoniul UNESCO și datorită picturii lor.

Pictori cu origini moldovene sunt: Octav Băncilă, Victor Brauner, Nicu Enea, Ștefan Luchian, Camil Ressu, Theodor Pallady, Gheorghe Petrașcu, Glebus Sainciuc, Arthur Aron Segal, Gheorghe Tattarescu, Nicolae Tonitza...
- Cinematografie: Emil Loteanu, Cristian Mungiu, Lucian Pintilie, Daniel Sandu, Vasile Muraru, Ecaterina Nazare,

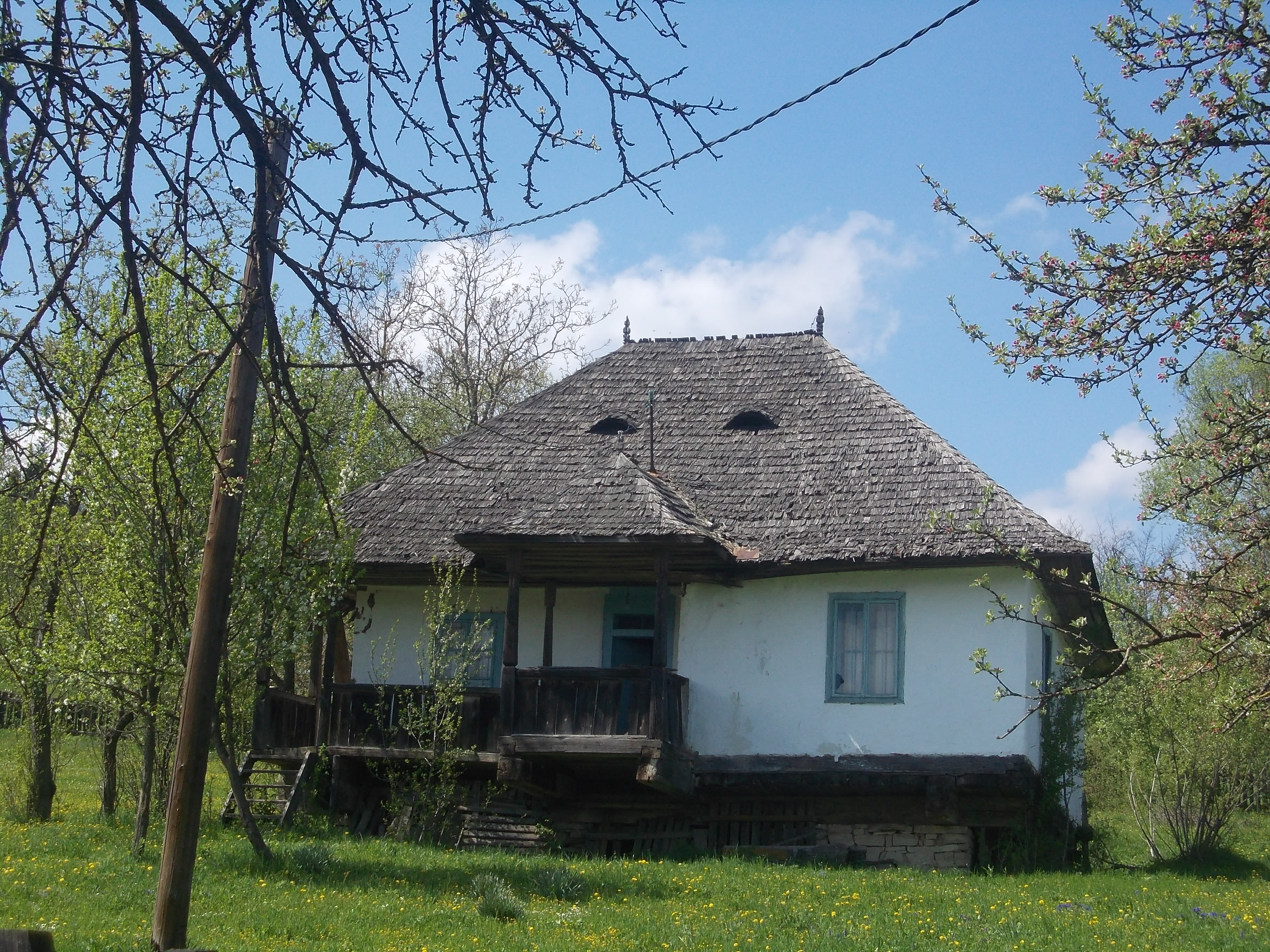
Casă tradițională în județul Neamț
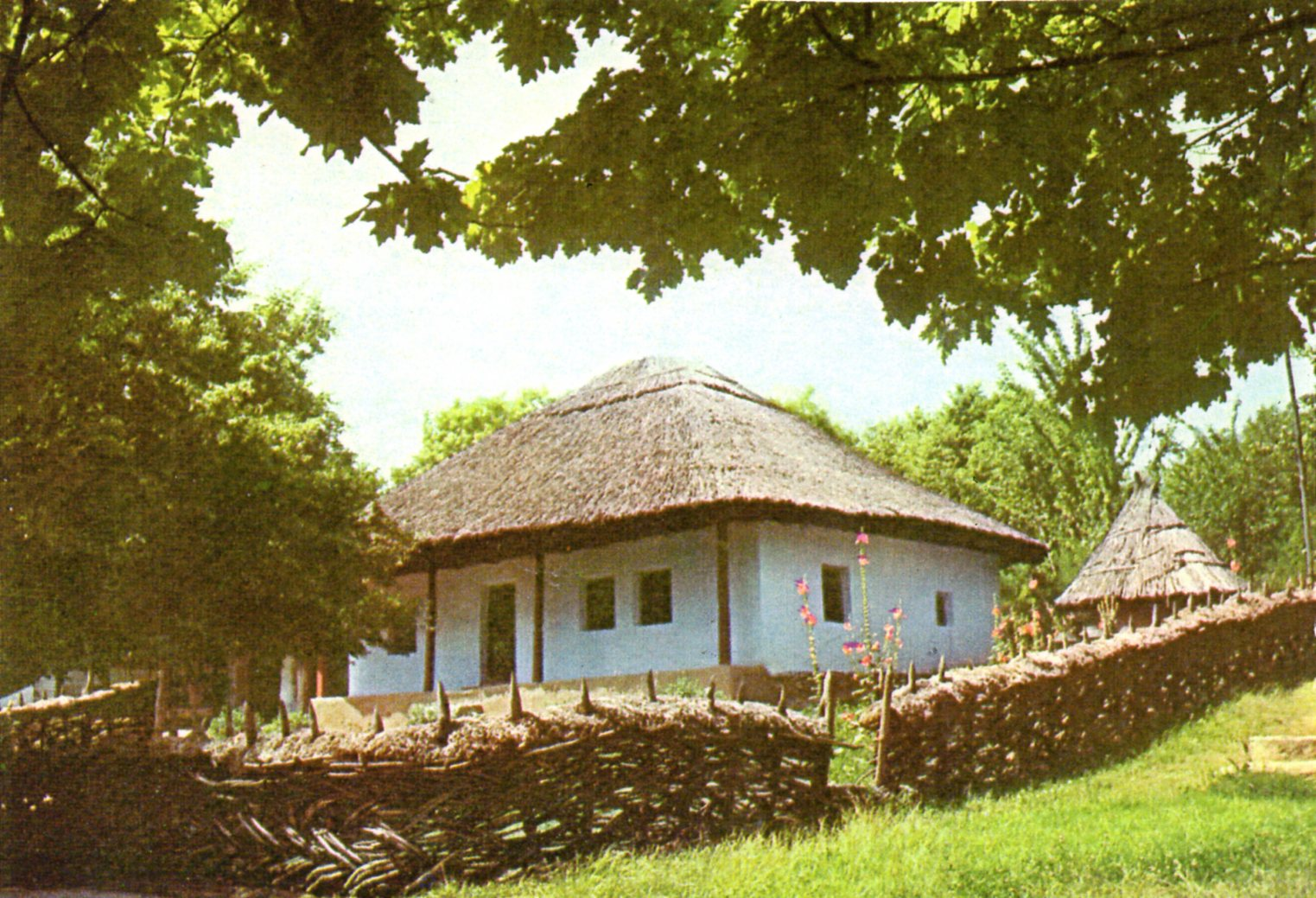
Casă tradițională din Strășeni
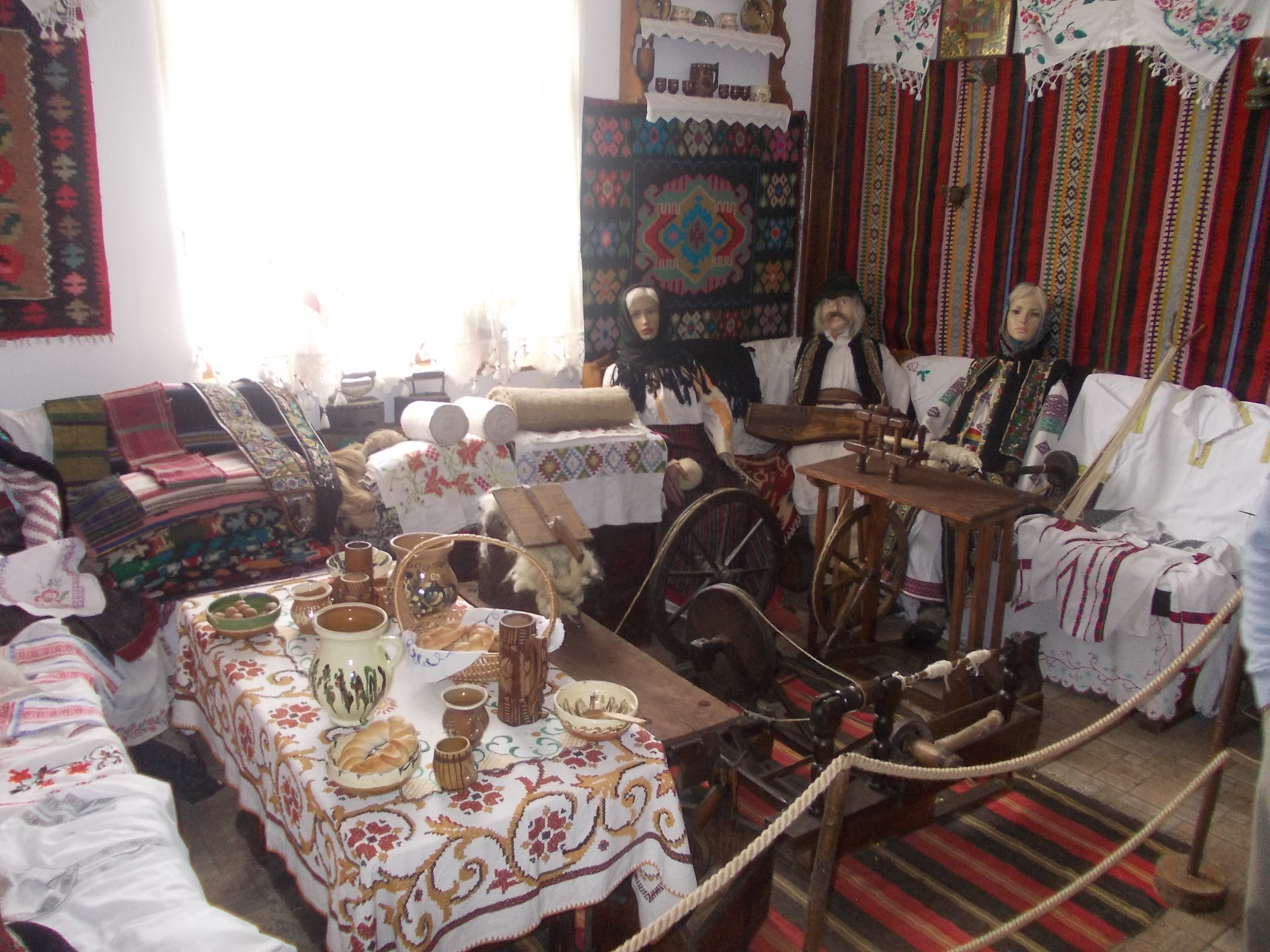
Interiorul unei case tradiționale din Moldova Occidentală
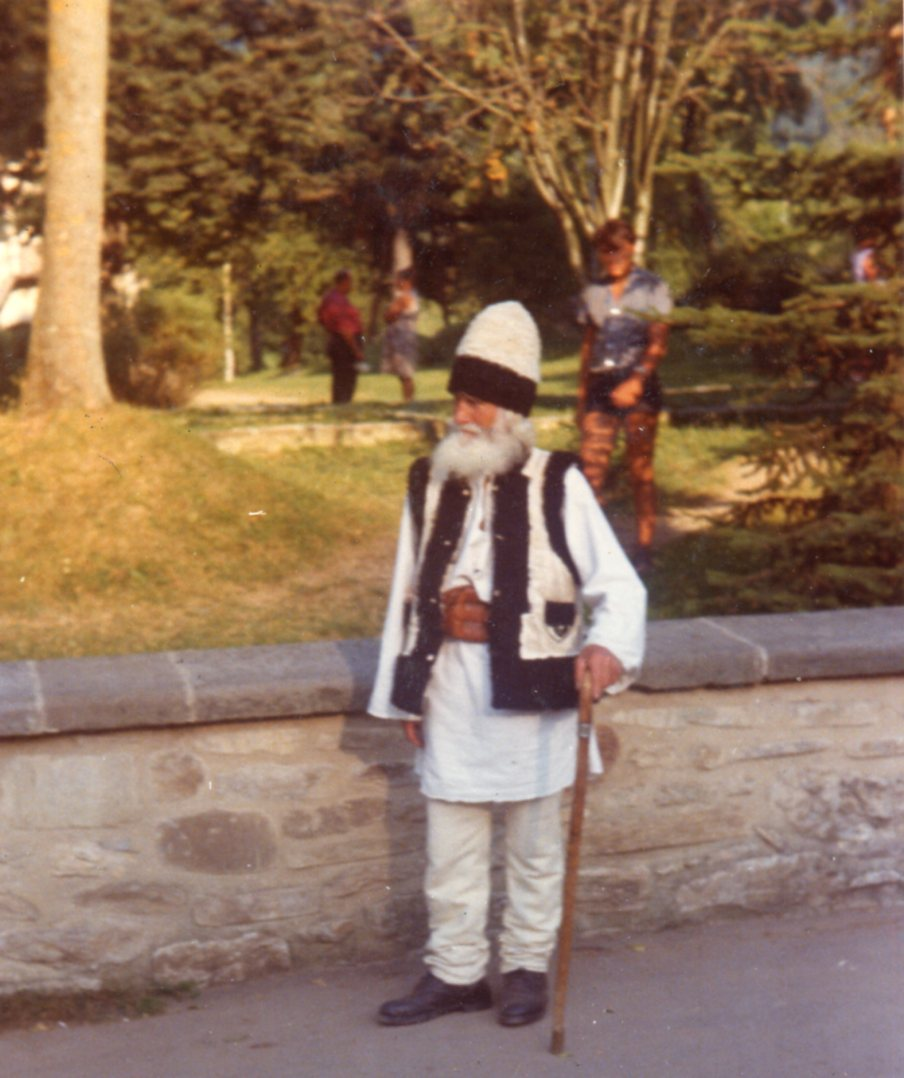
Straie moldovenești purtate de un veteran, Chișinău 1995
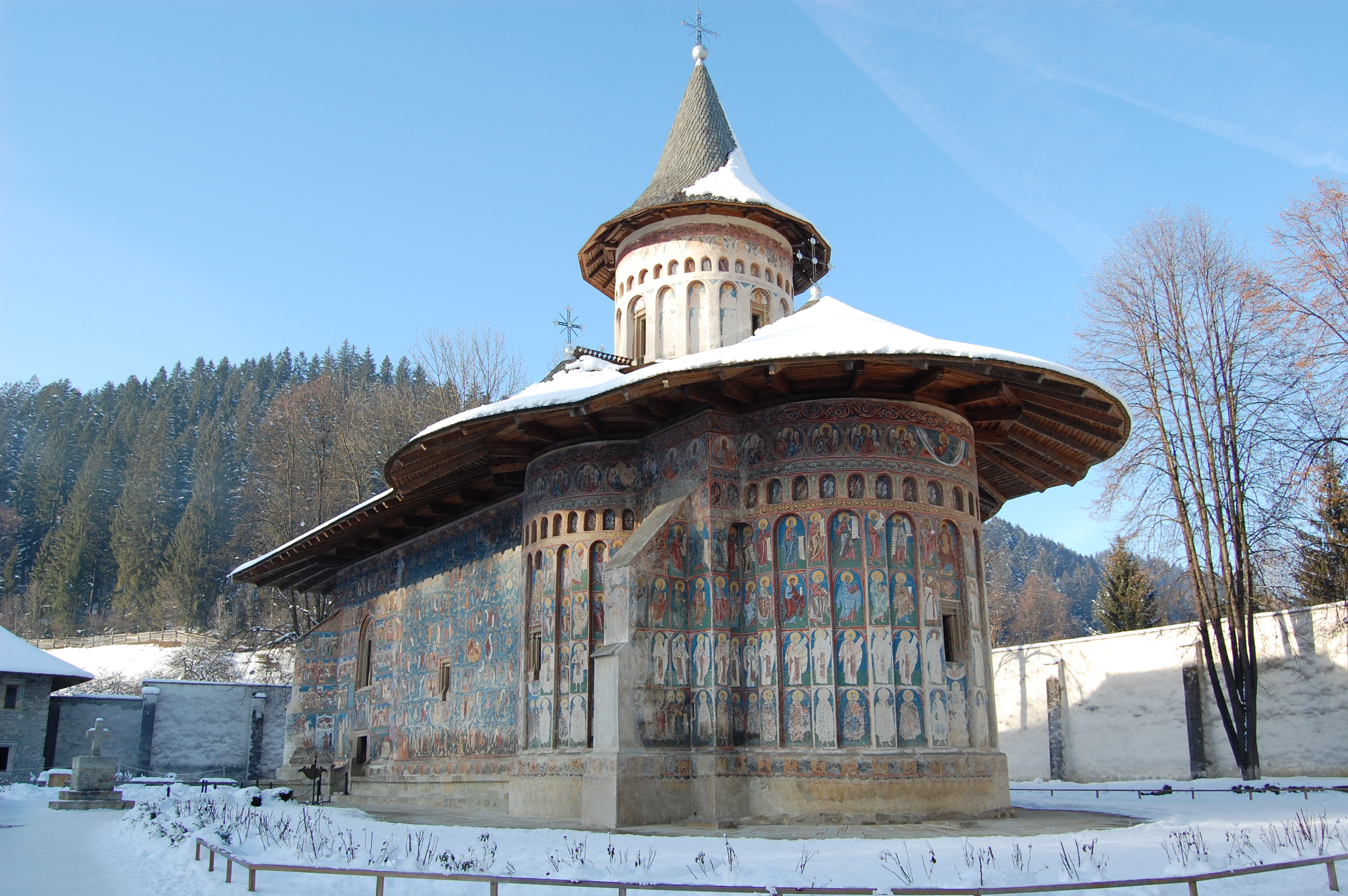
Intrarea mănăstirii Voroneț
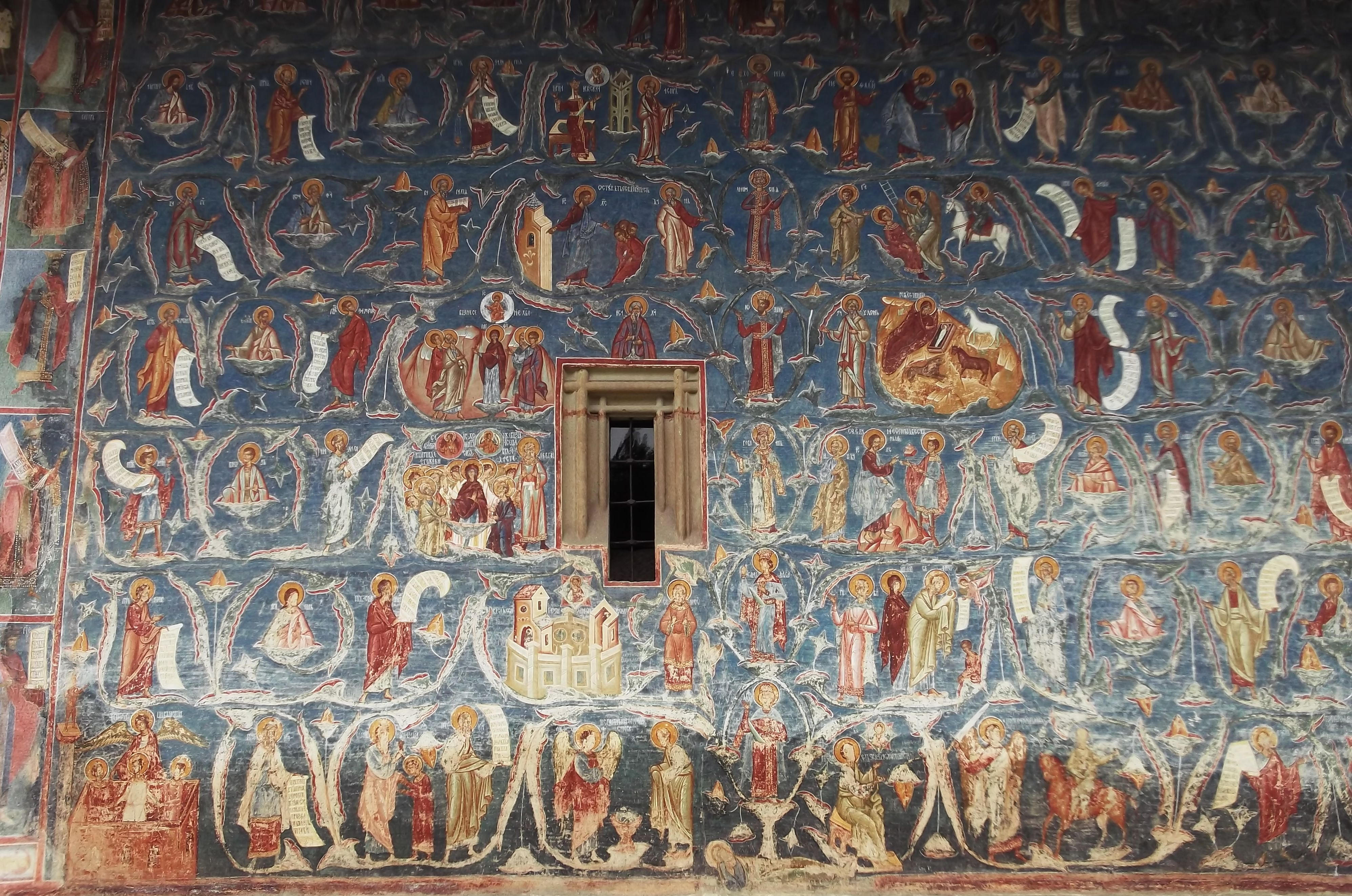
Frescă de la Mănăstirea Voroneț
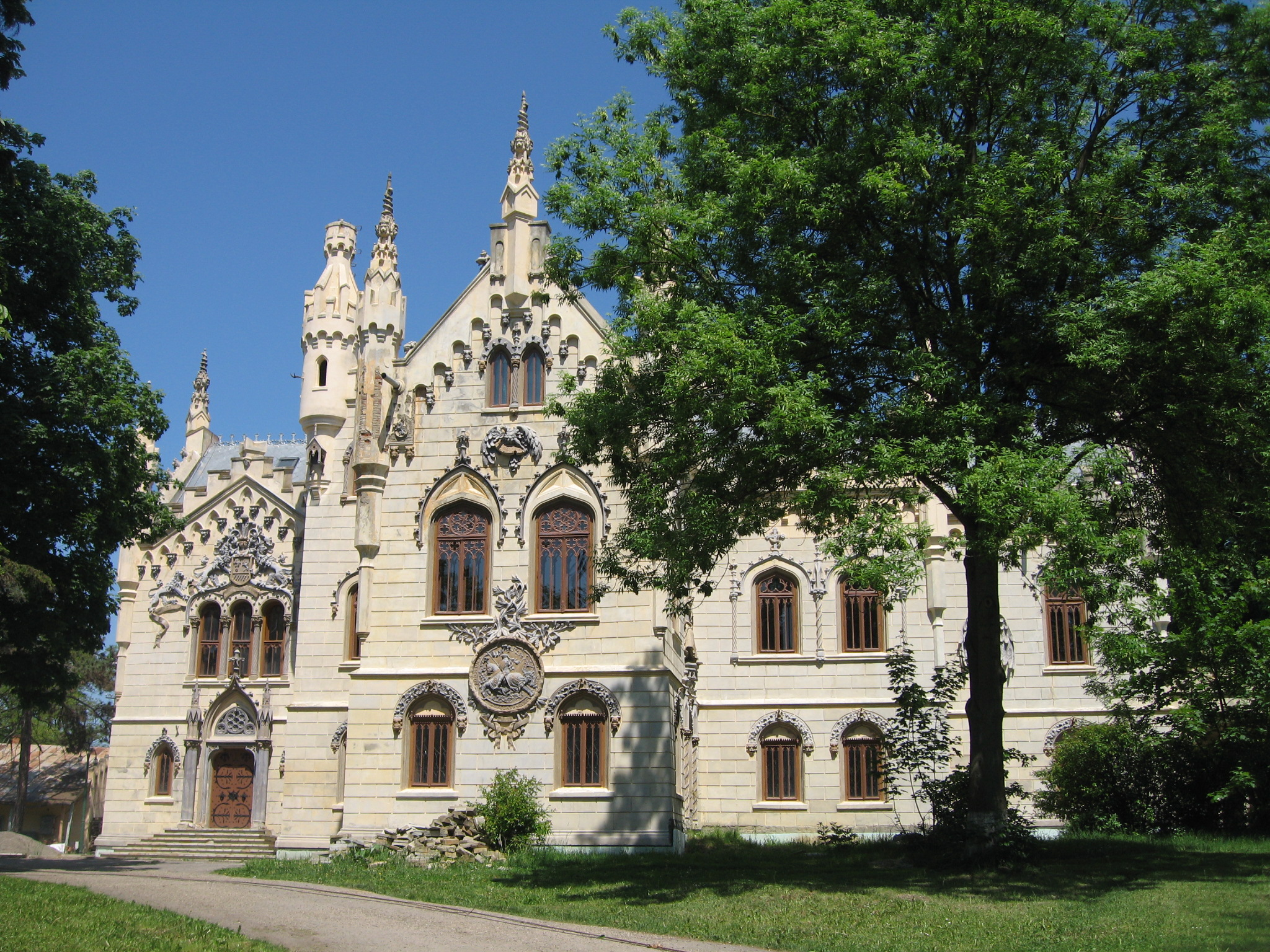
Castelul Sturdza, Miclăușeni, Iași
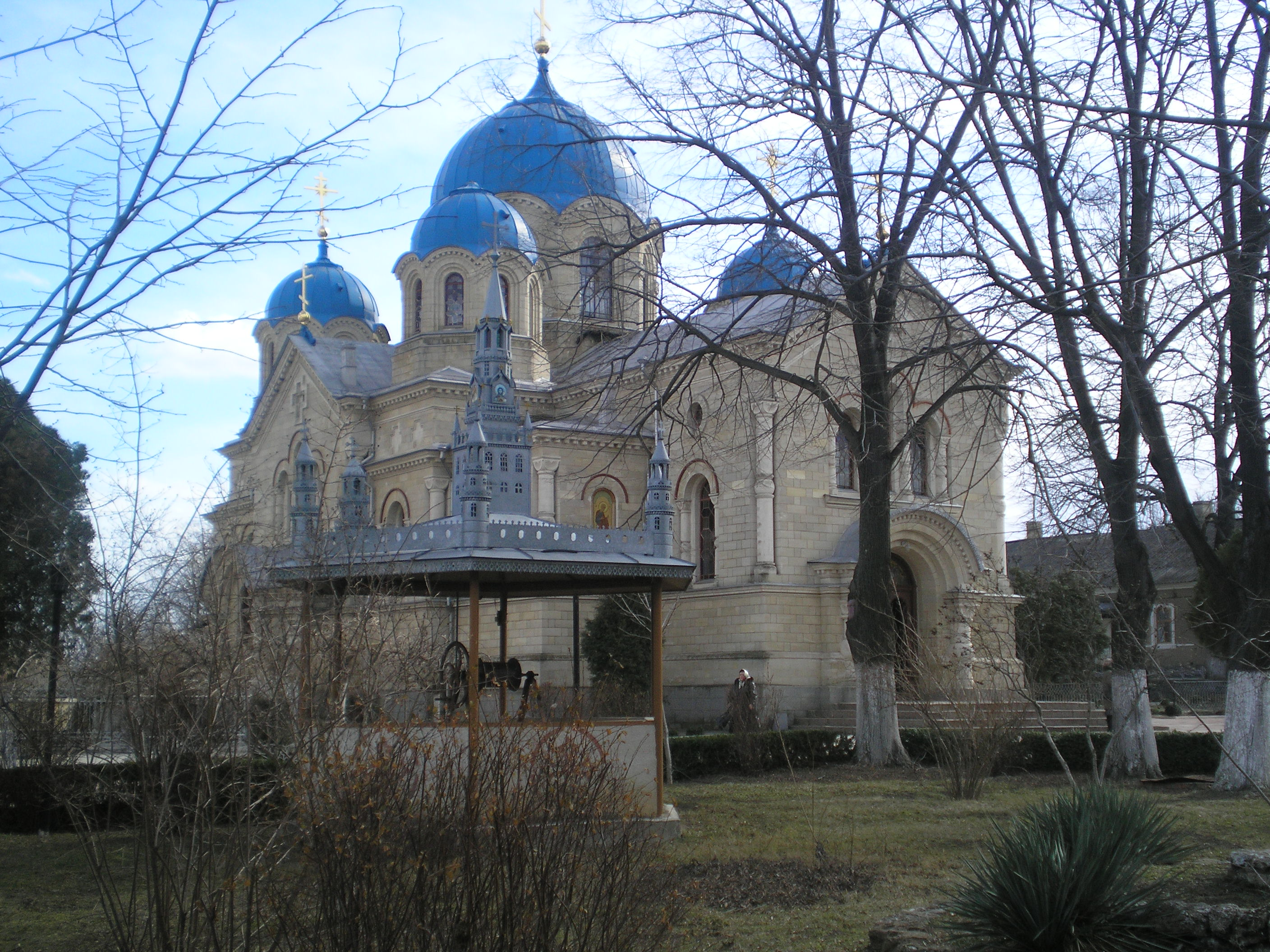
Mănăstirea Noul Neamț de la Chițcani

Arta populară moldovenească este de asemenea un patrimoniu cultural comun tuturor moldovenilor de pe ambele maluri ale Prutului.
Creațiile arhitecturale sunt de asemenea un patrimoniu comun, fie că este vorba de cele bisericiești construite în stil moldovenesc , fie că este vorba de vechile cetăți de apărare.